# Musée des Beaux-Arts d’Angers

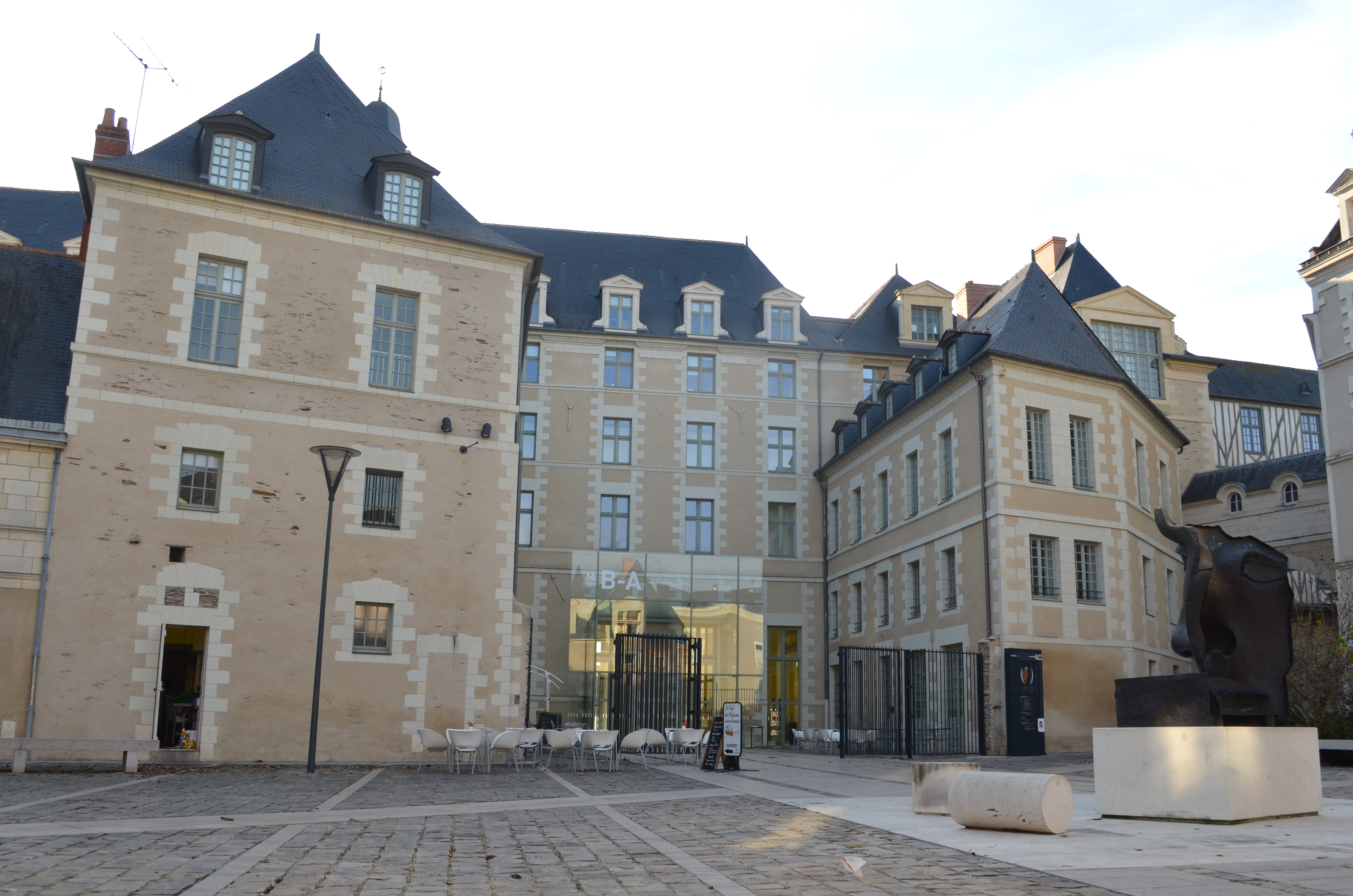
Eingang des Musée des Beaux-Arts

Das Musée des Beaux-Arts d’Angers ist ein Kunstmuseum in Angers in Westfrankreich. Es befindet sich in einem alten Stadtpalais, dem Logis Barrault am Place Saint-Eloi in der Nähe der historischen Altstadt von Angers. Das Museum ist ein Teil des Toussaint-Komplexes, der aus dem Garten des Kunstmuseums, der Galerie David d'Angers und der städtischen Bibliothek besteht. Es stellt seine umfassende Sammlung auf einer Fläche von 7000 m² aus.

## Geschichte
Zum Ende der französischen Revolution hat das Direktorium die neu gegründete Ecoles centrales de Maine et Loire ins hôtel particulier Logis Barrault 1797 verlegt.
Im Mai 1801 öffnete das Museum der Ecole centrale de Maine et Loire nach dem Model des Musée du Louvre.
Im Jahr 1803 wurden die Ecoles centrale wieder abgeschafft, doch auf Grundlage des Willens der Gemeinde von Angers wurde das Malereimuseum bewahrt. Das Naturhistorische Kabinett und die städtische Bibliothek eröffneten dort 1805. Das Museum wurde 1805 zum städtischen Museum.
Die zwei folgenden Jahrhunderte markierten einen Wendepunkt für das Museum. Es gab einen Platzmangel und wurde baufällig. Das verhinderte nicht, dass das Museum regelmäßig mit Vermächtnissen und namhaften Schenkungen erweitert wurde, wie jene von Pierre-Jean David genannt David d’Angers.
Im Jahr 1839 wurde die Galerie David d’Angers im alten Speisesaal des Museums untergebracht. Dort blieb sie bis 1984.
Im Jahr 1859 bereicherte Lancelot Theodore Turpin de Crissé die Sammlung des Museum mit einem wichtigen Vermächtnis: ägyptische, griechische und römische Antiken, antike Bronzen, griechische Vasen, Glaswaren, Emaillen und Faiencen, mehrere Zeichnungen, zahlreichen Bilder darunter Paolo und Francesca von Jean-Auguste-Dominique Ingres und einige Kunstwerke der Frührenaissance wie das Triptychon der Schule von Avignon. Er hatte eine Sammlung zusammengetragen, in der der eklektische Geschmack der Zeit der Restauration zu Tage kam. Die Sammlung wurde seiner Zeit mit einem Gesamtwert von einer Million Francs eingeschätzt.
Im Jahr 1861 bot der Maler Guillaume Bodinier der Stadt das Logis Pincé, um die Objekte der Sammlung Turpin de Crissé zu Ehren des Spenders Lancelot Théodore Turpin de Crissé (1782–1859) zu verwahren.
Die Galerie Beaurepaire wurde 1887 eröffnet. Im rechten Winkel um die Galerie David d’Angers von dem Architekt der Stadt Charles Demoget entworfen. Die ausgestellten Werke sind unter anderem Der Tanz von Charles-Adolphe Gumery und Der Tod des Priamos von Pierre-Narcisse Guérin.
Im Jahr 1915 vermachte der Graf Étienne de Saint Genys seine Sammlung der Stadt Angers. Er folgte damit dem Beispiel seines Großonkels Lancelot Théodore Turpin de Crissé.
Anfang des 20. Jahrhunderts wurde ein Vergrößerungsprojekt geplant. Ein neuer Eingang wurde für die Öffentlichkeit erbaut, um das Museum sichtbarer zu machen. Aber das Projekt schlug fehl.
Im Jahr 1944 wurde das Museum durch den Krieg zerstört und zwei Jahre später wurde es auf die Liste der musée de province classés gesetzt. Ab 1949 wurde das Museum schnell wieder aufgebaut und eröffnete seine Pforten in 1950. Die Konservatoren mussten sich also an die Ortsbeschränkungen anpassen, ohne wirklich die Sammlung angemessen bearbeiten zu können.
Im Jahr 1977 wurde das Projekt der Neugestaltung des Musée des Beaux-Arts geplant. In 1980 wurde entschieden, dass die städtische Bibliothek umziehen sollte und die Galerie David d’Angers in die Räumlichkeiten des Priesterseminars der Kirche der Abtei Toussaint d'Angers ziehen sollte.
Im Jahr 1984 eröffnete François Mitterrand die neue Galerie David d’Angers.
Zwischen 1999 und 2004 wurden wichtige Renovierungsarbeiten durch zwei renommierte Architekten Gabor Mester de Parajd und Antoine Stinco durchgeführt.

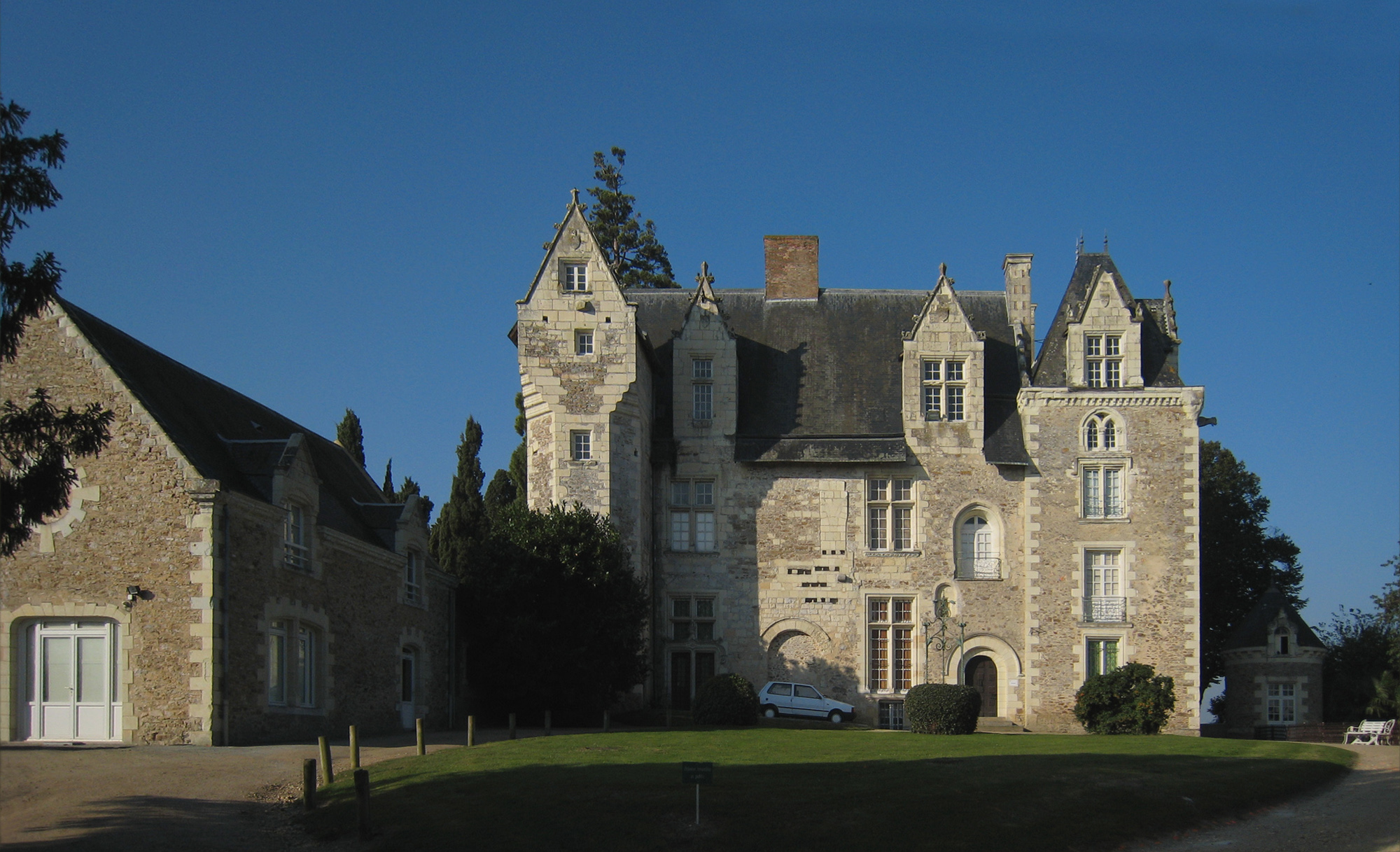
Das Schloss Villevêque wird verwaltet von den Museen von Angers.

Im Jahr 2003 trat die Stadt Angers das Erbe von Schloss Villevêque an. Vermacht hatte es der letzte Besitzer Daniel Duclaux samt der wichtigen Kunstsammlung, die das Schloss enthielt. In der Sammlung befinden sich mehr als 900 Werke, hunderte Möbel, ungefähr 60 alte Bücher, Manuskripte, Inkunabeln, italienische und hispanisch-maurische Keramiken, Email aus Limosin, 70 Kunstobjekte, polychrome Skulpturen aus Stein und Holz des Mittelalters, Renaissance-Tapisserien aus Flandern.
Im selben Jahr wurde das Schlossmuseum von Villevêque der Öffentlichkeit zugänglich gemacht und an die Museen von Angers angebunden.
Im Jahr 2007 wurde ein gestohlenes Gemälde wieder aufgefunden. Es handelt sich um das Bild Triumph des französischen Volkes am 10. August 1799 des Malers Philippe-Auguste Hennequin.
Die fünf Museen von Angers registrierten im Jahr 2011 166.542 Besucher.
Das Museum veranstaltete 2013 eine Spendenaktion für den Ankauf eines Gemäldes von Jean-Baptiste Le Prince.
Außerdem bewahrt das Museum sieben Bilder, die als Beutekunst im Zweiten Weltkrieg gelten und immer noch ihre Besitzer suchen. Ein Werk wird Botticelli zugeschrieben (Jungfrau, Johannes der Täufer und ein Engel beten das Jesuskind an) und ein ähnliches Sujet von Domenico di Zanobi.

## Ausstellungsräume
Das Museum stellt seine Sammlung auf einer Fläche von 7000 m² aus. 2500 m² stehen dabei für die ständige Sammlung, 500 m² für die temporären Ausstellungen, 1000 m² für Kommunikation mit der Öffentlichkeit (Empfangshallen, Verbindungsgänge, Auditorium, Filmsaal, Café und Museumshop) zur Verfügung. 3000 m² wird von technischen Räumlichkeiten in Anspruch genommen.

## Sammlung

### Permanente Sammlung
900 von 1700 Werken aus dem Museumsbesitz sind ausgestellt. Ungefähr 150 Werke wurden während den Arbeiten am Museum restauriert. Die Werke sind in zwei Abteilungen ausgestellt:

#### Abteilung Kunstgeschichte
Das Museum zeigt eine reichhaltige Sammlung Malereien, Kunstobjekte und Skulpturen vom 14. Jahrhundert bis ins 20. Jahrhundert. Zwei Räume in der ersten Etagen sind der französischen, italienischen und flämischen Frührenaissance des 14. Jahrhunderts gewidmet. Außerdem werden dort Objekte von Ende des Mittelalters und der Renaissance ausgestellt. Man findet in diesen Räumen Werke von Segna di Bonaventura, Benvenuto Tisi Garofalo, Jean Bellegambe, Jan Brueghel dem Älteren, Hendrick van Balen, Frans Francken, Jacob Jordaens (Selbstporträt), Nicolaes Berchem, Jan Asselijn, Jan van Kessel, Willem van Mieris, Jacob van Ruisdael, Theodoor van Thulden, Jacob van Es, David Teniers der Jüngere, Philippe de Champaigne, Charles Le Brun, Charles de La Fosse, Jacques Stella, Pierre Mignard, Antoine Coypel, Sisto Badalocchio, Pier Francesco Mola, Giovanni Battista Vanni, Lorenzo Lippi (Allegorie der Simulation), Luca Giordano, Francesco Solimena, Francesco Guardi oder auch Giambattista Tiepolo mit seiner berühmten Apotheose des Hauses Pisani, Skizze für den Plafond der Villa Pisani in Stra in Venezien.

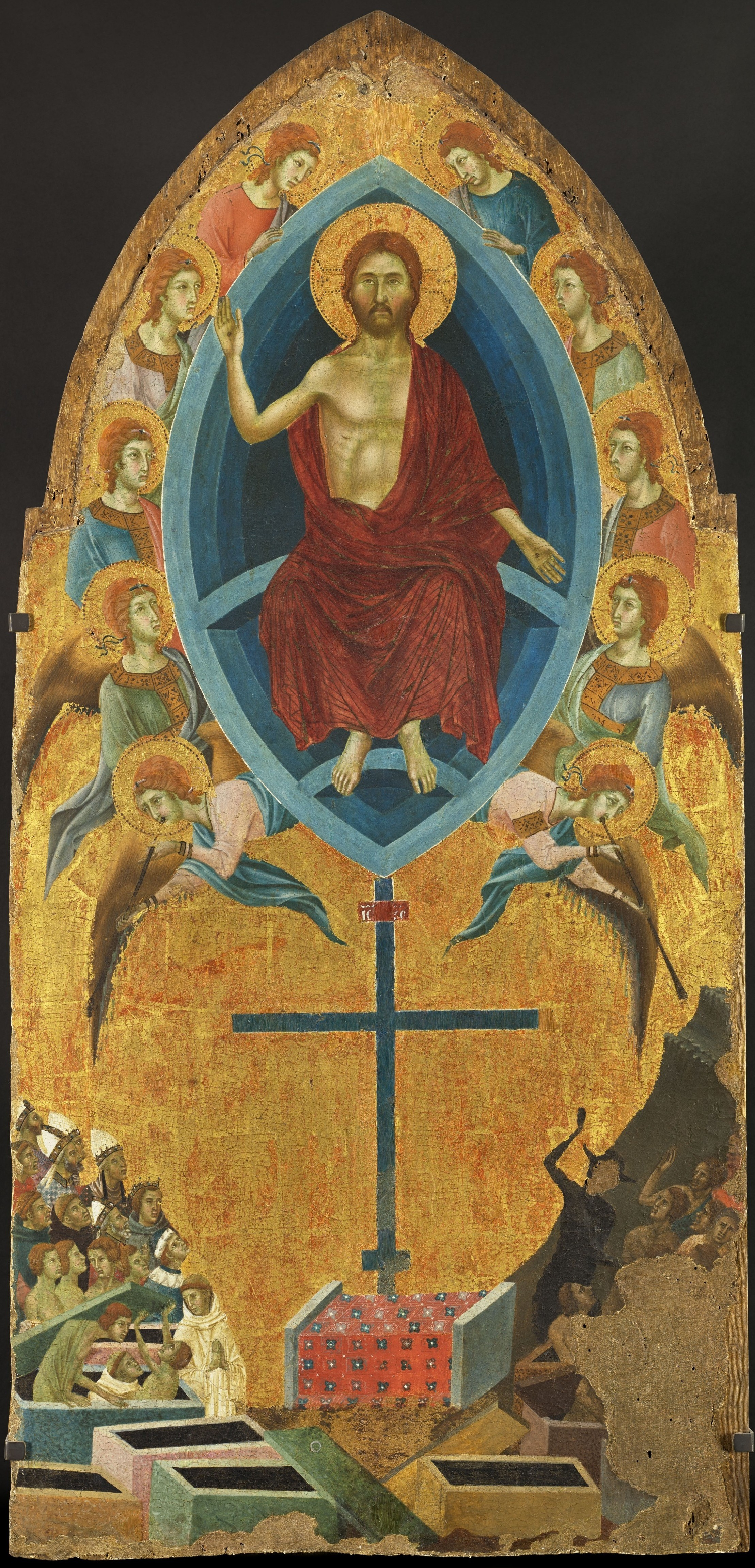
Segna di Bonaventura, Das jüngste Gericht, ca. 1305
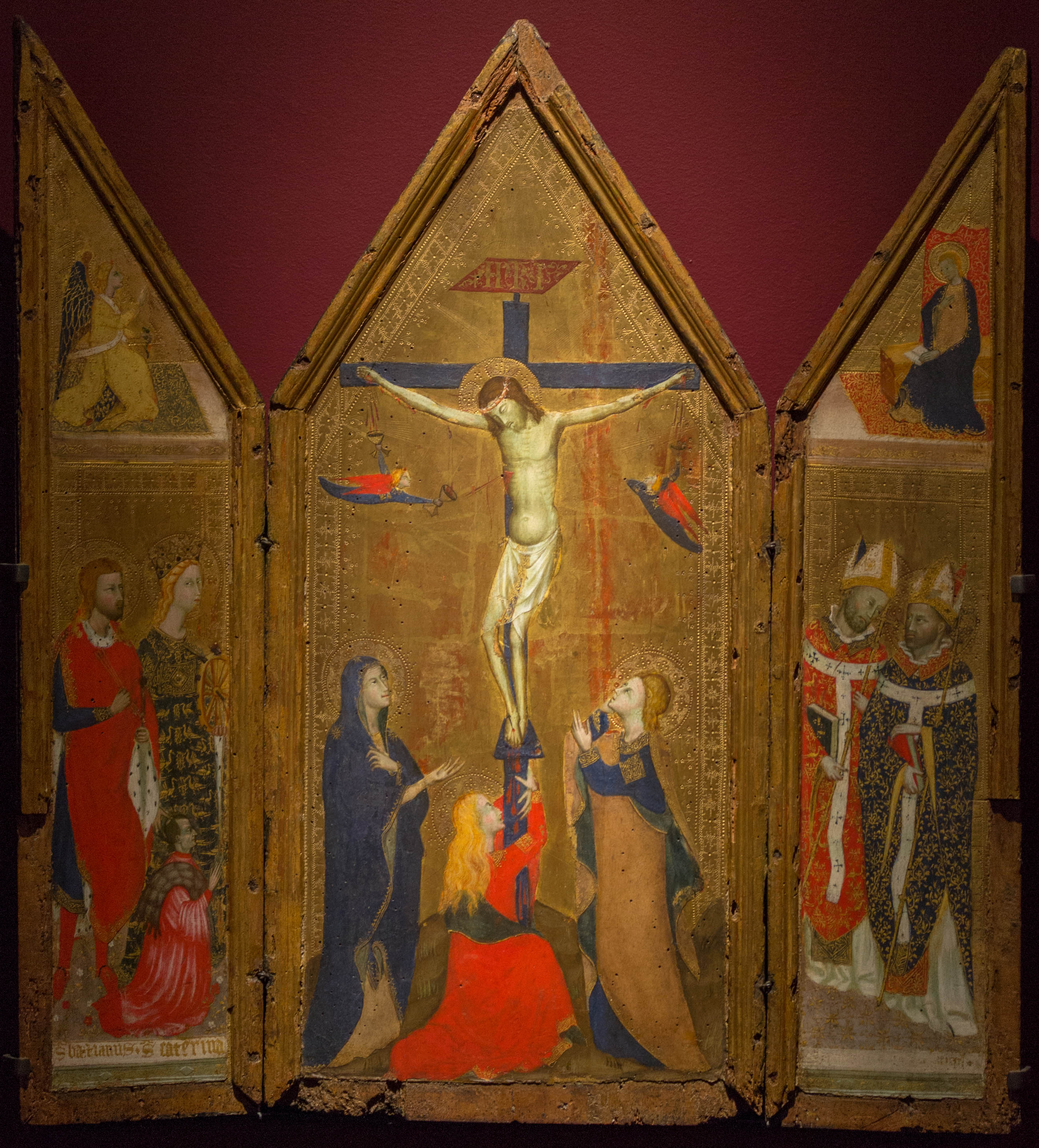
Anonym, Kreuzigung, 1380.
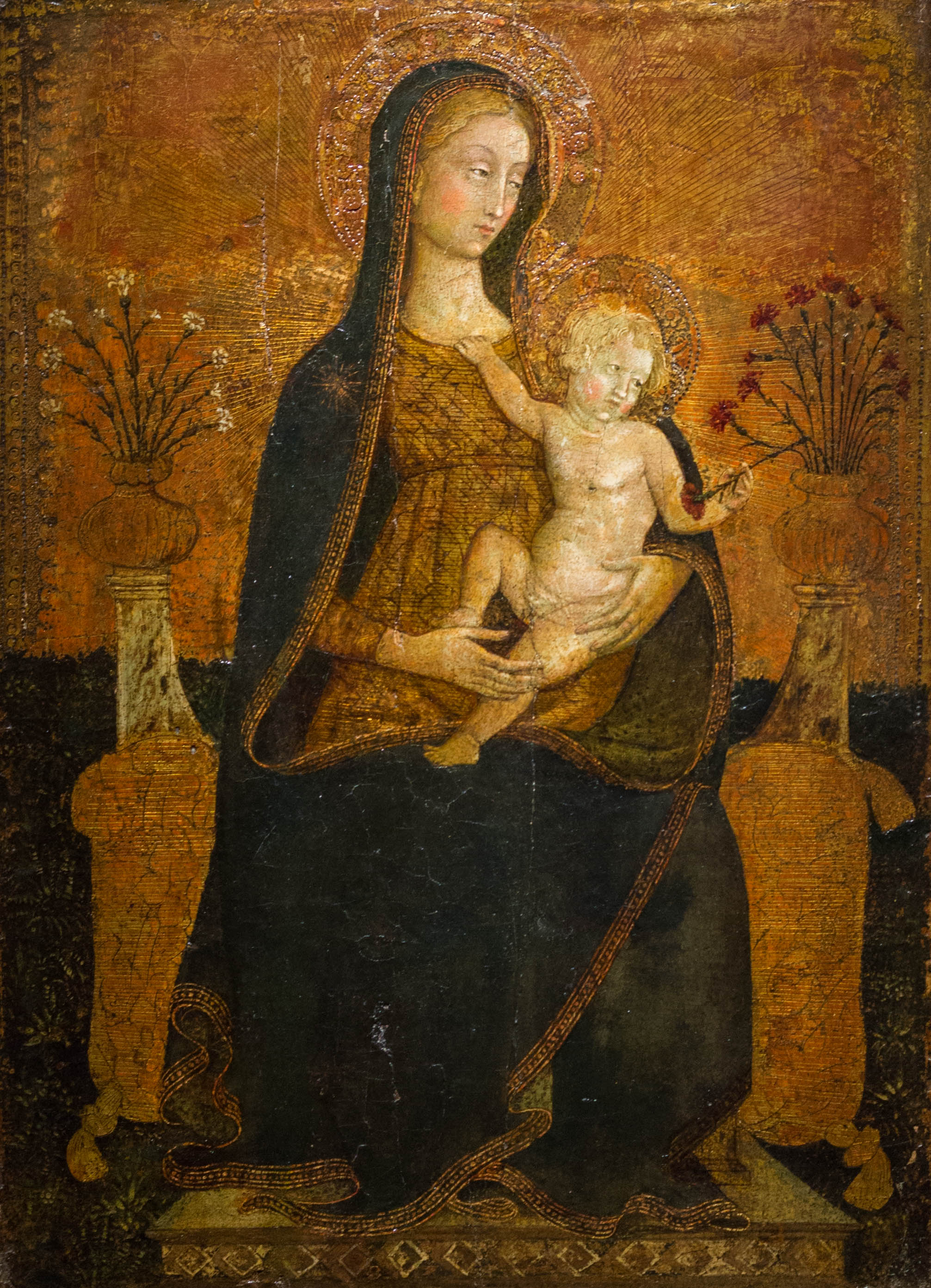
Anonym, Jungfrau mit Kind, ca. 1450
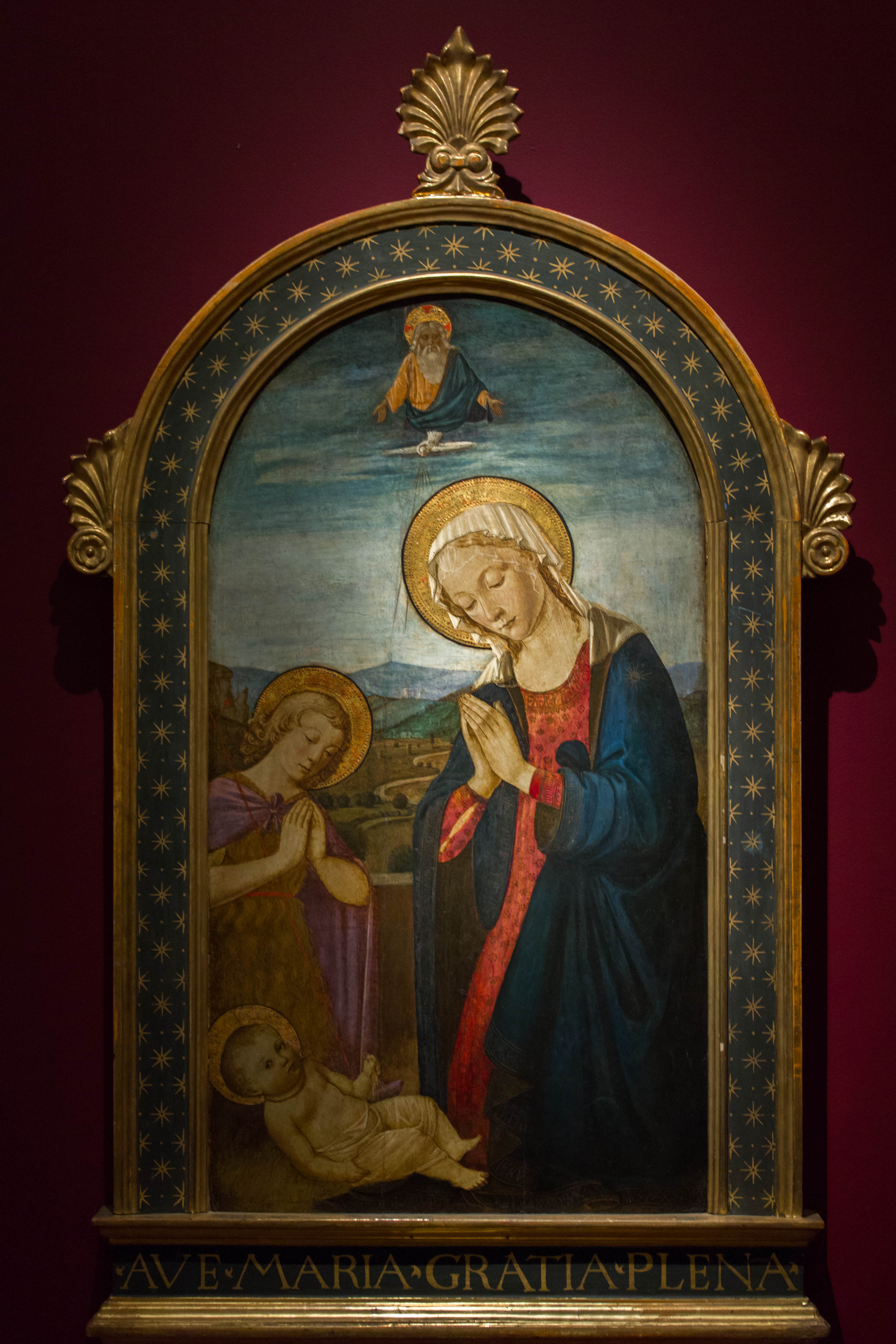
Anonym, Die Jungfrau Maria und der heilige Johannes der Täufer verehren das Jesuskind, ca. 1480
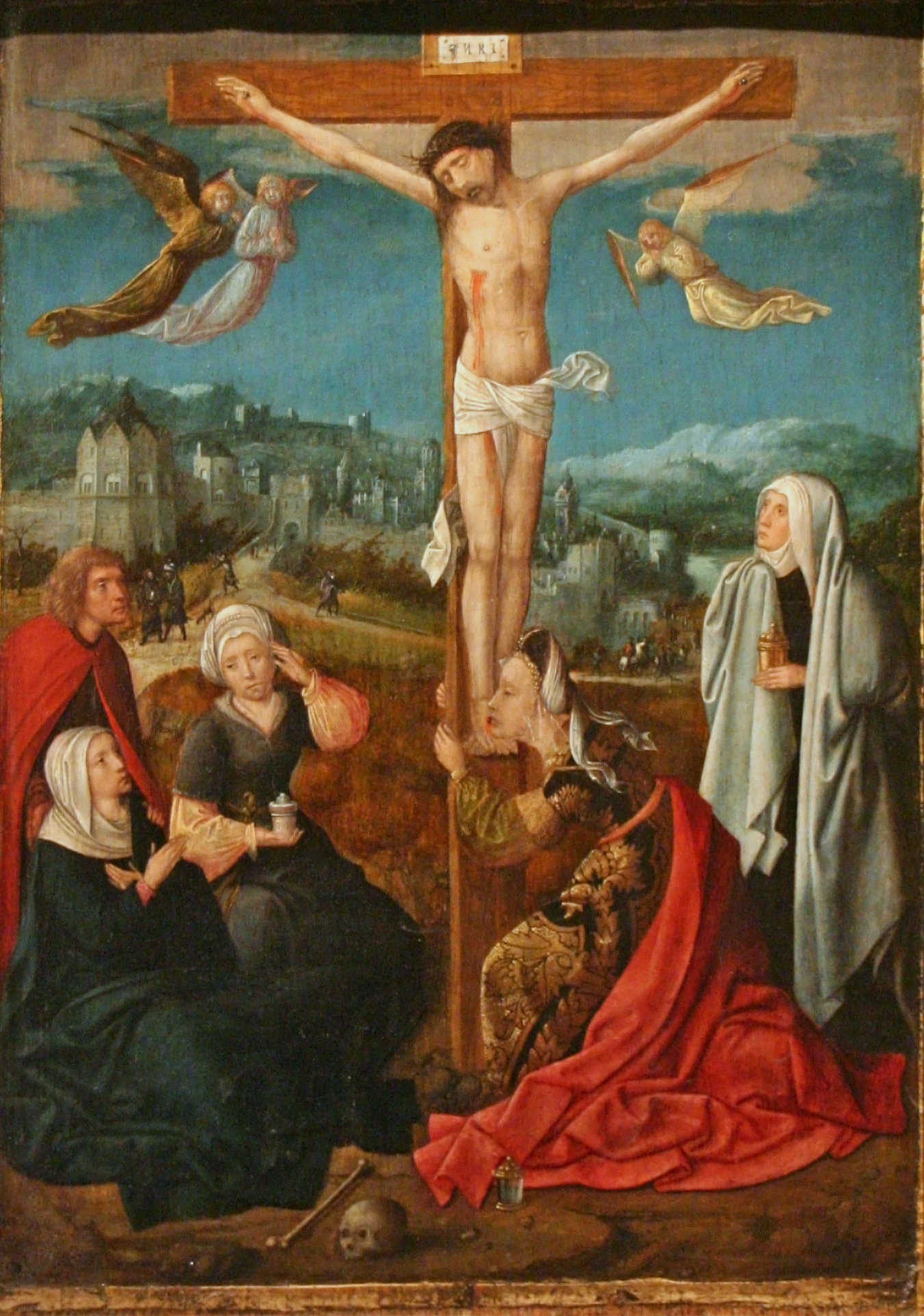
Meister von Hoogstraten, Kreuzigung, ca. 1505
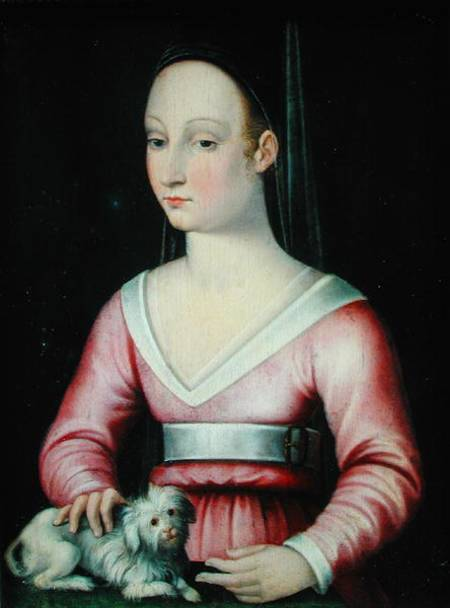
Unbekannt, Porträt von Agnès Sorel, 16. Jahrhundert.
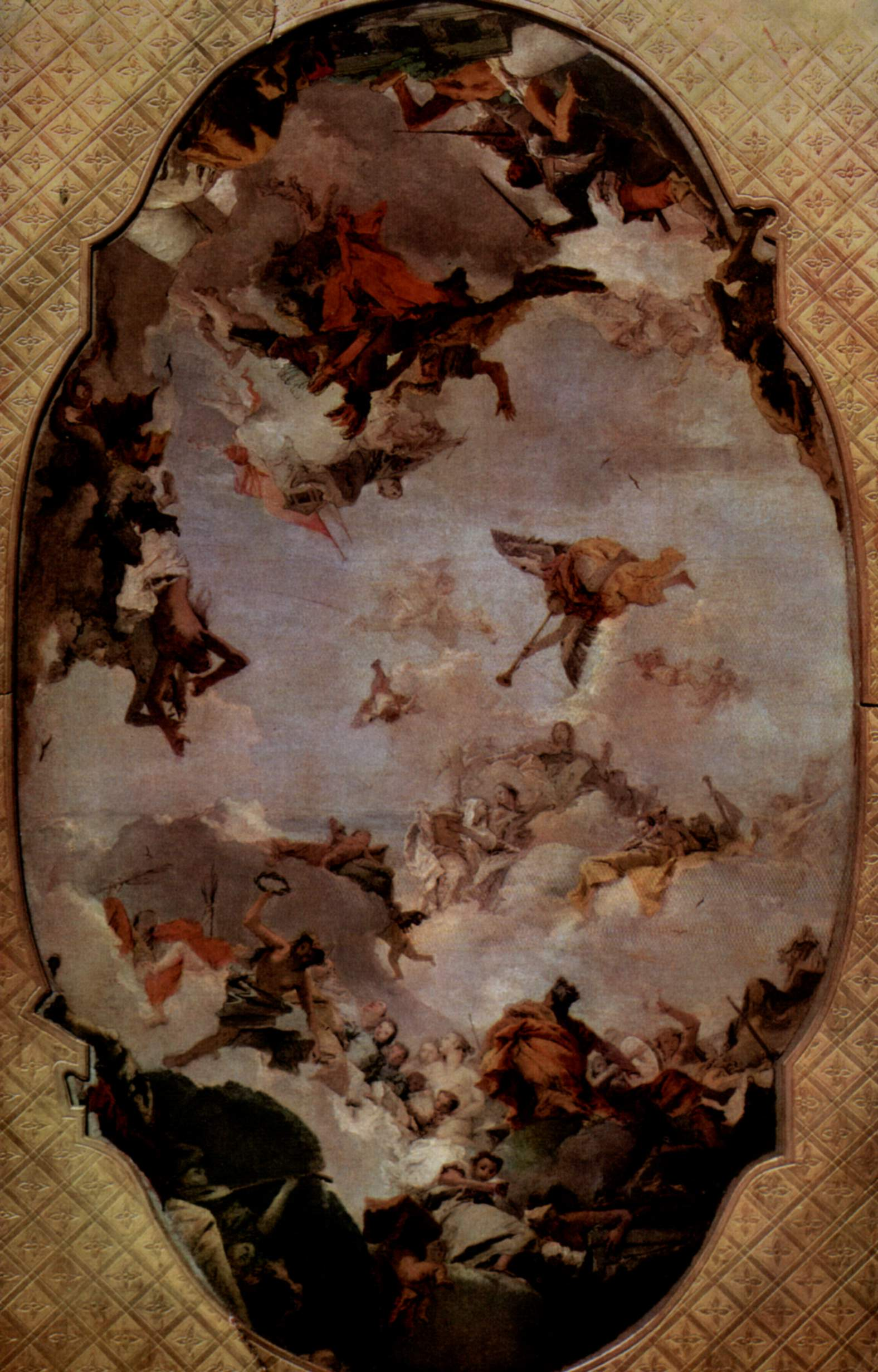
Giambattista Tiepolo, Apotheose des Hauses Pisani, 1760.

Auf der zweiten Etage kann der Besucher Werke des 18. Jahrhunderts unter der Regentschaft von Ludwig XV. und Ludwig XVI. bestaunen. Dann folgen die großen Bilder des 19. Jahrhunderts. Aus dem französischen 18. Jahrhundert, das einen Schwerpunkt der Sammlung ausmacht, findet man Werke von Antoine Watteau, François Desportes, Carle Van Loo, Jean Honoré Fragonard (zwei Skizzen, Die Verfolgung und die Überraschung, die Bilder Cephalus und Procris, Diana und Callisto, Coresus und Callirrhoé und eine andere Skizze Die Nymphe Io und Jupiter), François Boucher, Jean François de Troy, Noël Hallé, Nicolas Lancret, Jean-Baptiste Pater, Jean Chardin mit seinen meisterhaften Stillleben wie Pfirsiche und Pflaumen, Jean-Baptiste Greuze, Hubert Robert, François-André Vincent, Jacques Louis David, Louis Lafitte und Joseph-Marie Vien. Bei den Skulpturen kann man die berühmte Büste von Voltaire von Jean-Antoine Houdon bewundern. Die erste Hälfte des 19. Jahrhunderts wird repräsentiert von Ingres, Pierre-Narcisse Guérin, Camille Corot, Ary Scheffer, Eugène Devéria, Pierre Puvis de Chavannes.

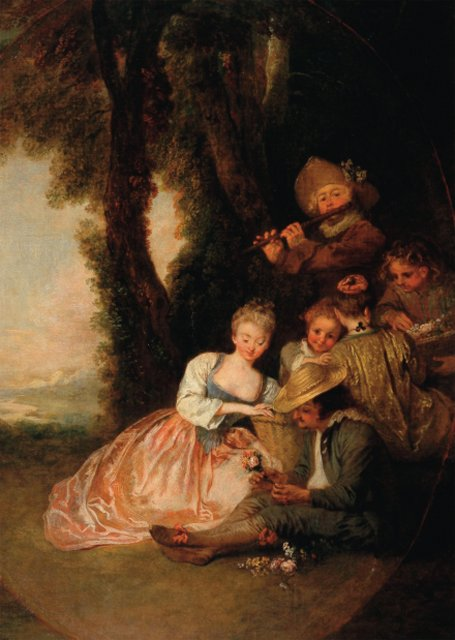
Antoine Watteau, in Erwartung einer Erklärung, 18. Jahrhundert.
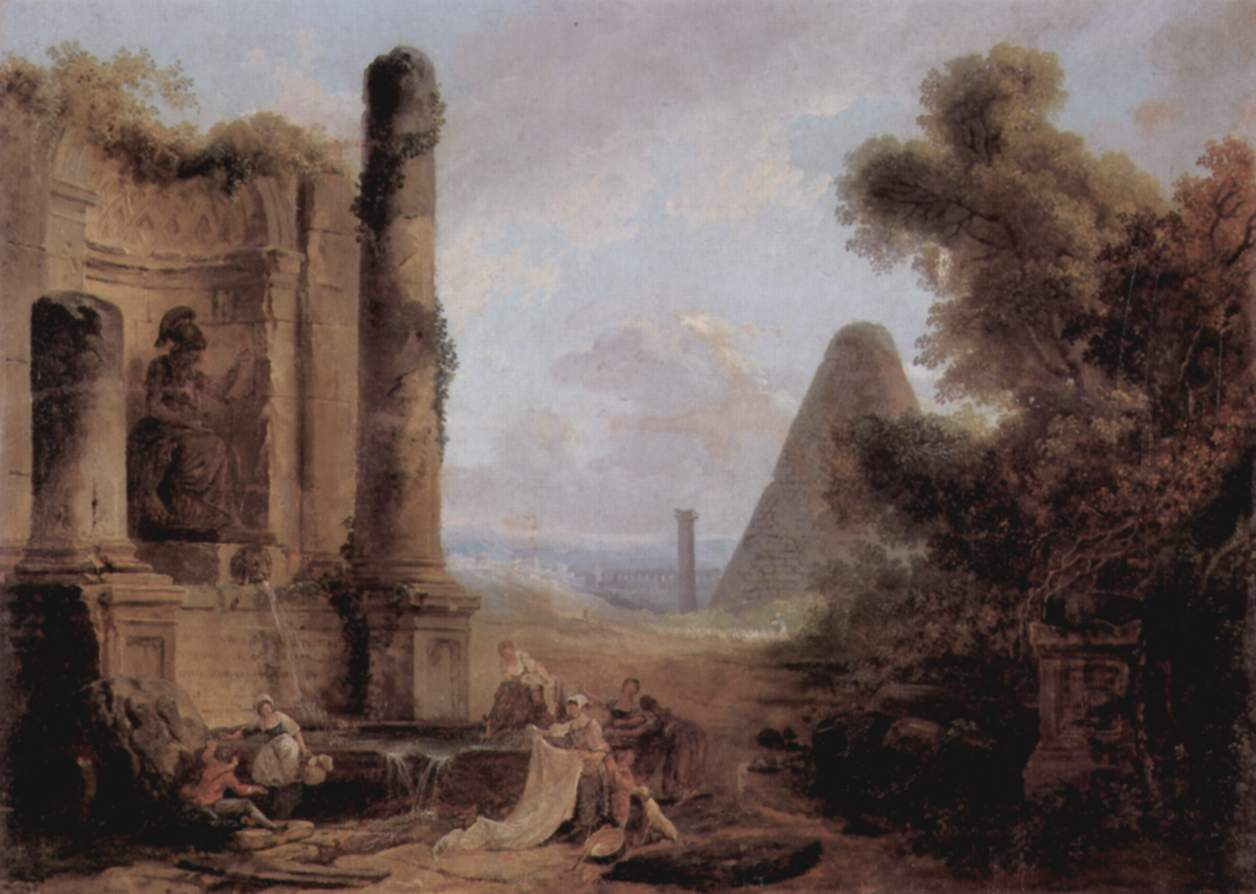
Hubert Robert, fantastische Landschaft mit Ruinen, 1760–1770.
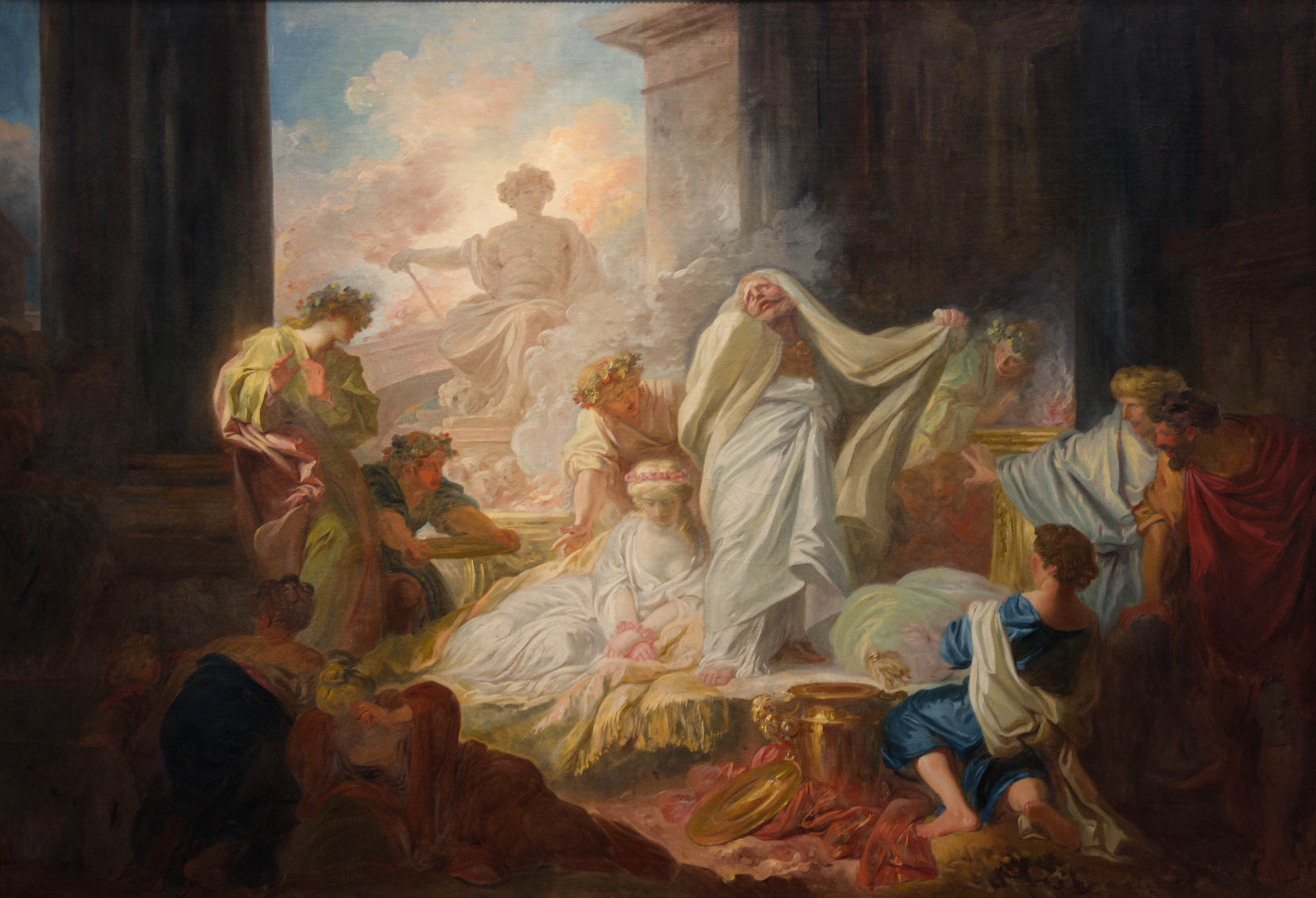
Jean-Honoré Fragonard, Coresus und Callirrhoe, 1765
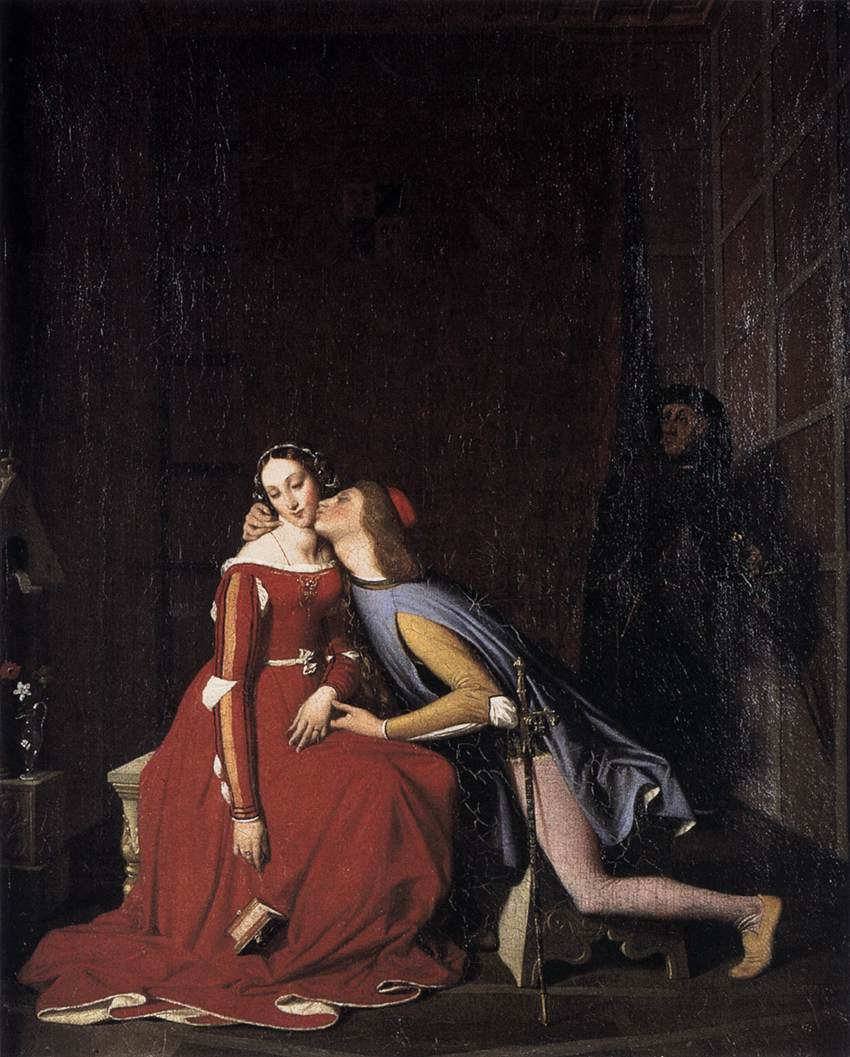
Jean Auguste Dominique Ingres, Paolo und Francesca, 1819
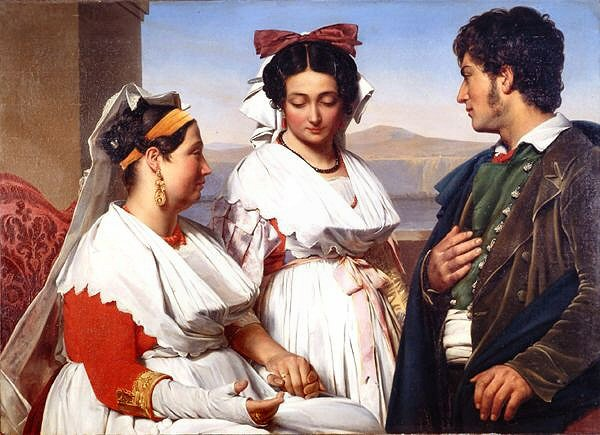
Guillaume Bodinier, Der Heiratsantrag, 1825
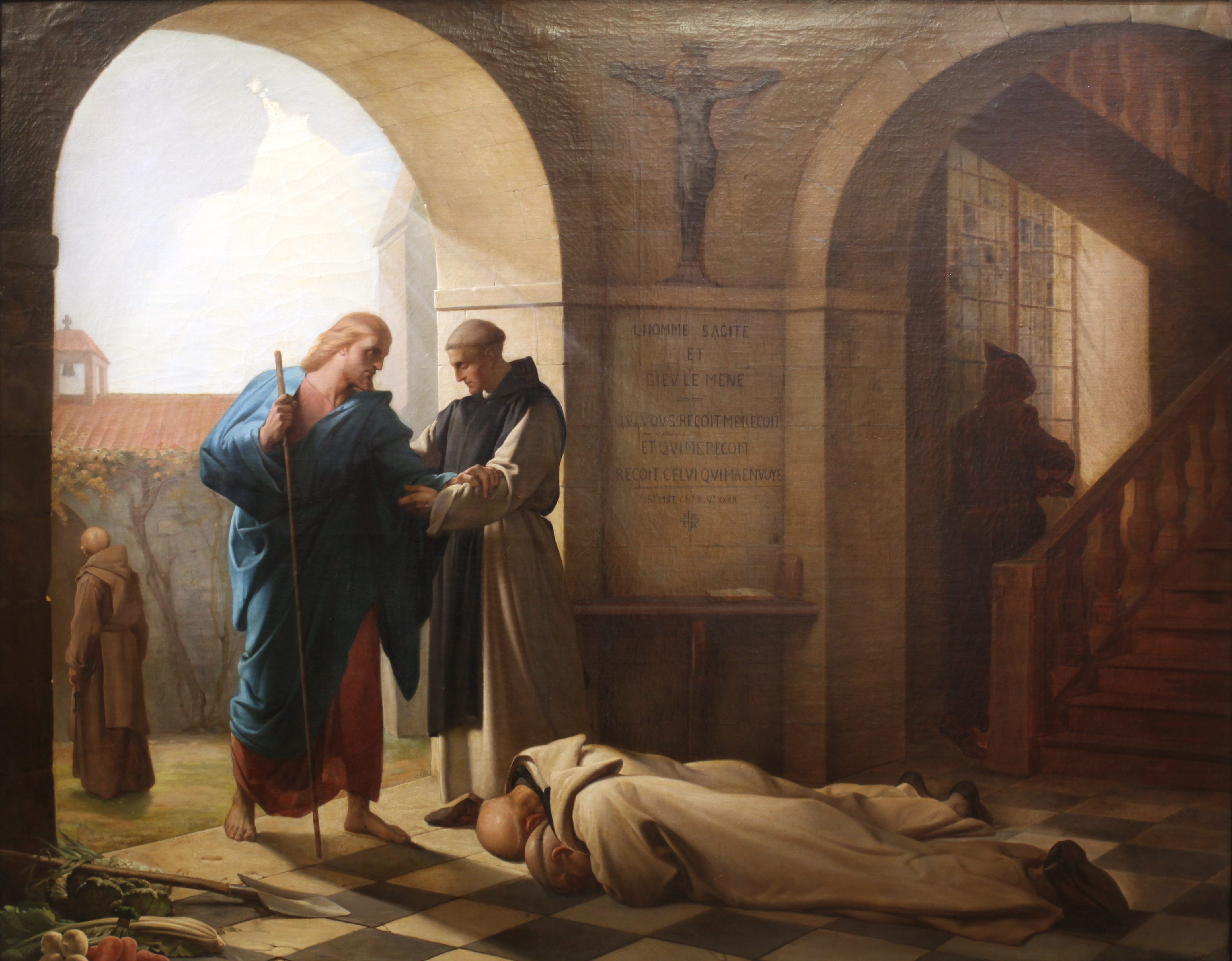
Jules Dauban, Aufnahme eines Fremden bei den Trappisten, 1864

Auf der ersten Etage ist ein großer Saal der modernen Kunst des 20. Jahrhunderts und der zeitgenössischen Kunst gewidmet. Schließlich im Erdgeschoss gibt es den Salle Gumery, in dem großformatige Bilder aus der zweiten Hälfte des 19. Jahrhunderts und Skulpturen ausgestellt werden. Man findet dort Pierre-Narcisse Guérin und Henri Gervex und andere für die großen akademischen Formate des 19. Jahrhunderts. Die zweite Hälfte des Jahrhunderts wird mit Werken von Eugène Boudin, Johan Barthold Jongkind, Alfred Sisley, Henri Lebasque oder auch Albert Lebourg repräsentiert.
Für das 20. Jahrhundert kann man Maurice Denis (Heiliger Georg auf roten Felsen), Maxime Maufra, Louis Valtat und den aus Angers stammenden Alexis Mérodack-Jeaneau. Außerdem sind Werke von François Morellet, Jean-Pierre Pincemin oder auch Daniel Tremblay in der Sammlung vorhanden.

#### Abteilung Geschichte von Angers
Mit der Sammlung des ehemaligen Antikenmuseums, nach Ausgrabungen in Angers und nach Ankäufen wurden eine Galerie mit archäologischen Objekten und kunsthandwerklichen Gegenständen aufgebaut. Die archäologischen Funde decken die ersten Spuren der Besiedelung im Neolithikum und der Entstehung der gallo-römischen Stadt Juliomagus auf.

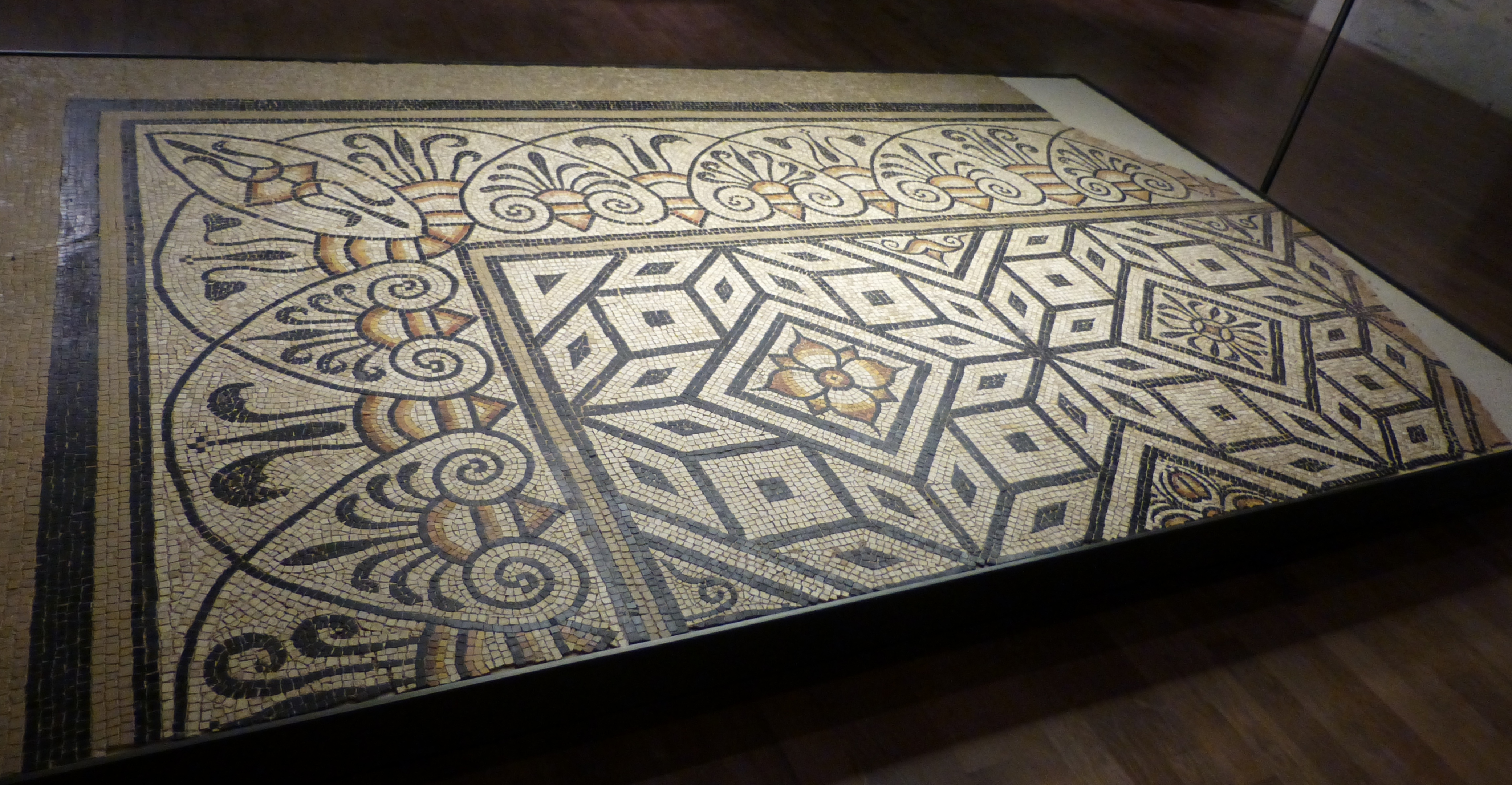
Polychromes Mosaik mit geometrisch-floralen Dekor, Ende des 2. Jahrhunderts.
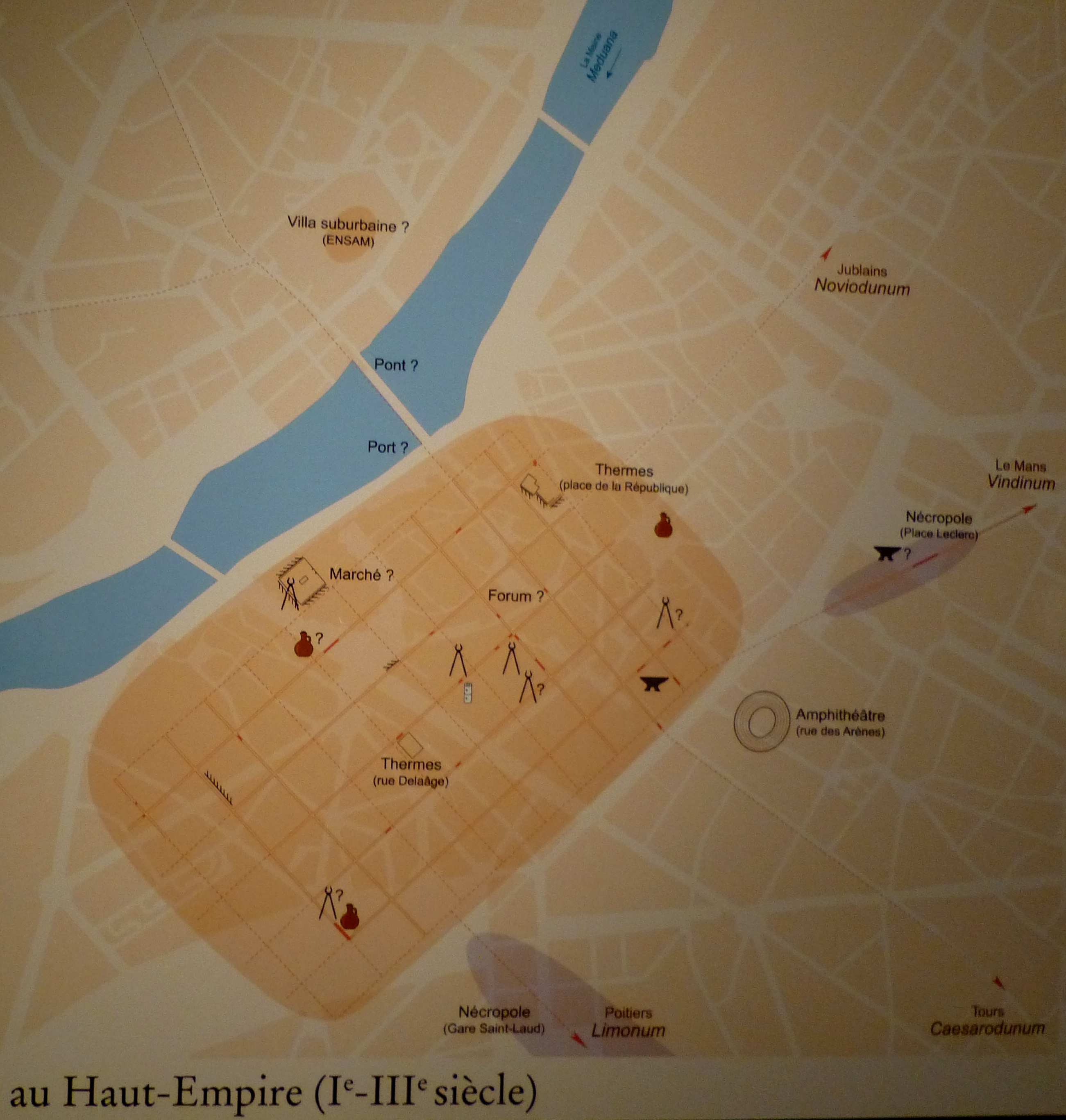
Karte von Juliomagus im Haut-Empire anhand von archäologischen Funden.
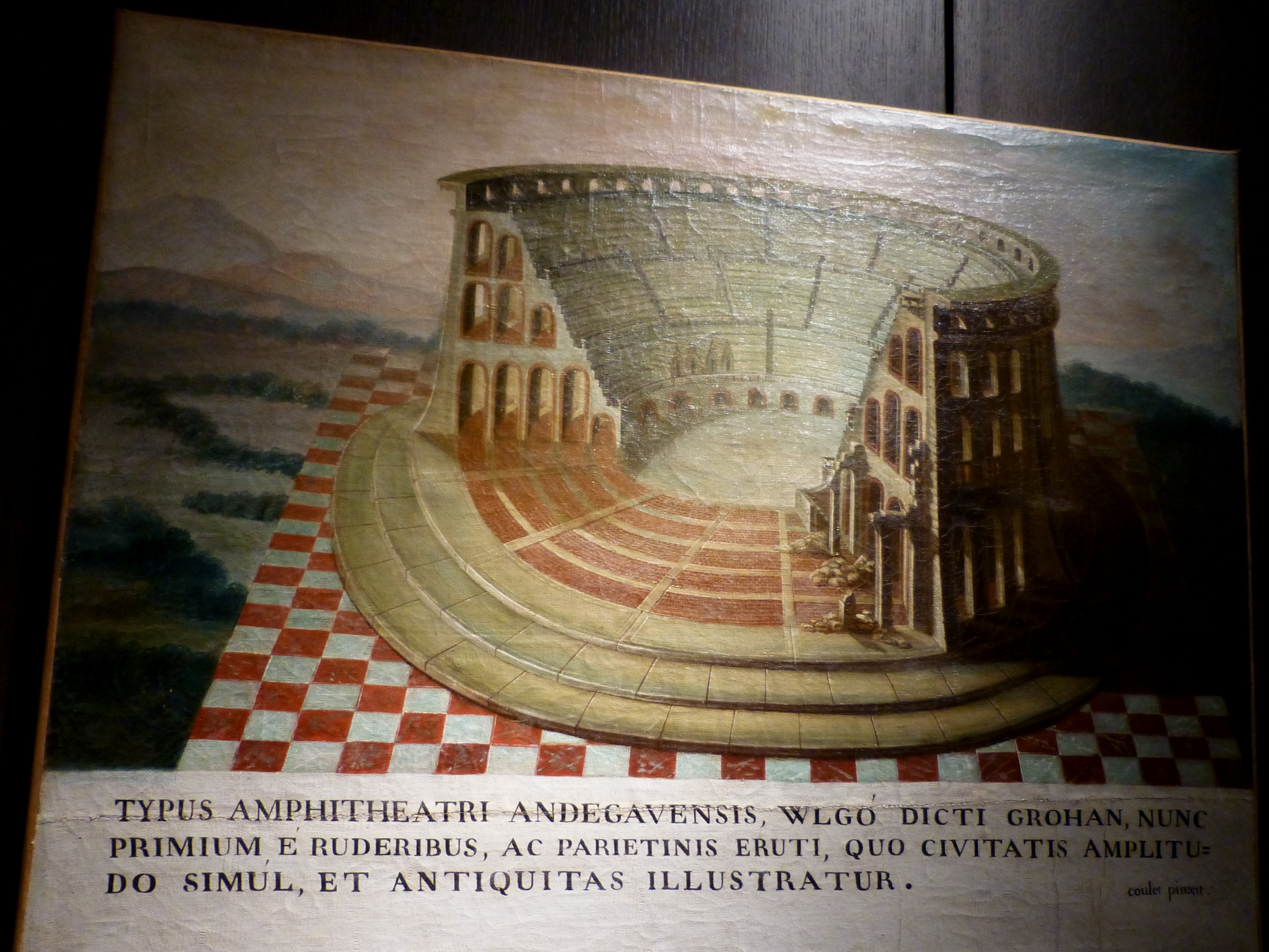
Bild des Amphitheaters von Grohan von Marie-Louis-Claude Coulet de Beauregard, 18. Jahrhundert.
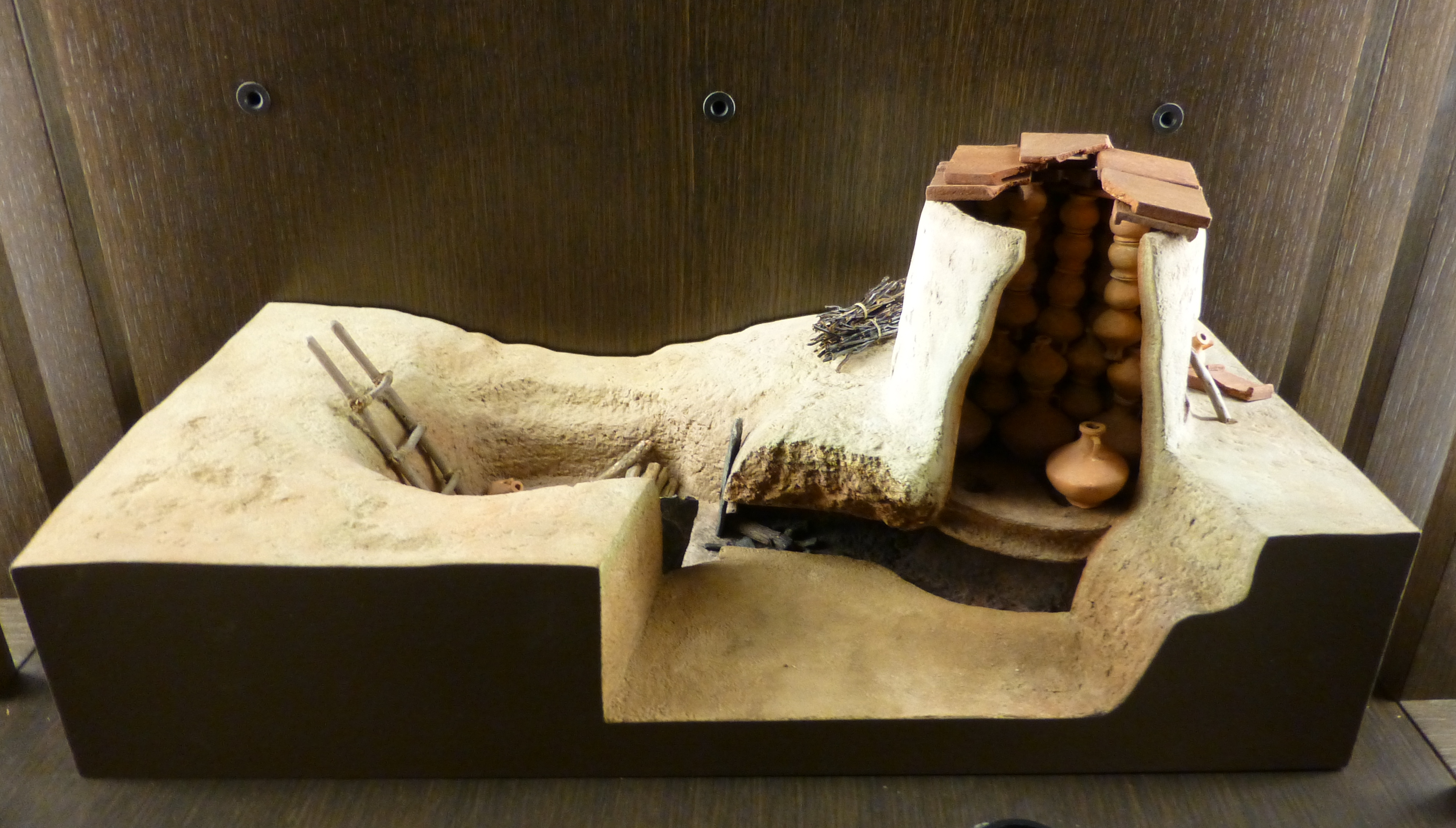
Modell eines gallo-römischen Töpferofens.
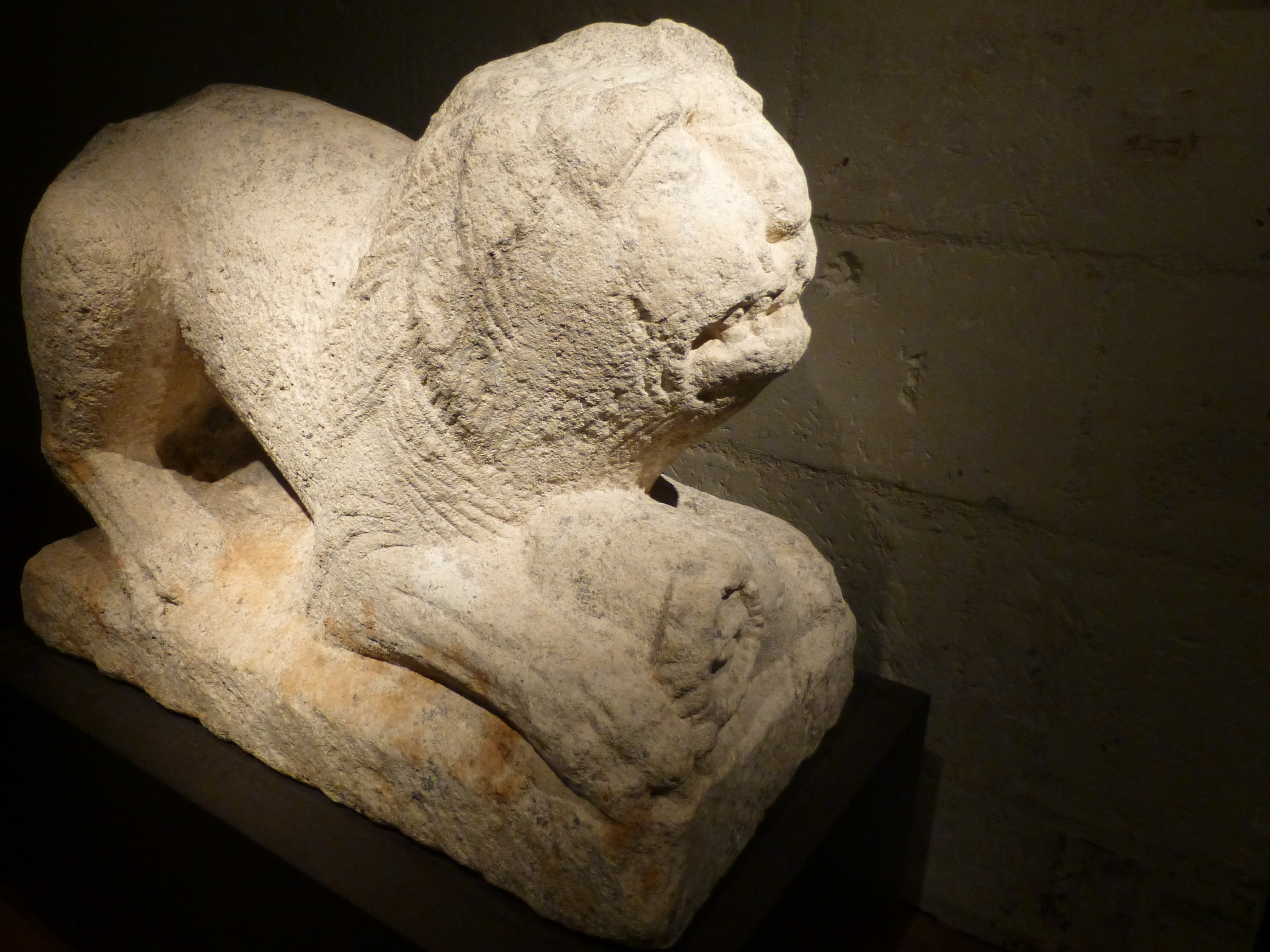
Löwenwächter am Eingang eines Grabmonuments (Kalkstein, 2. Jahrhundert).
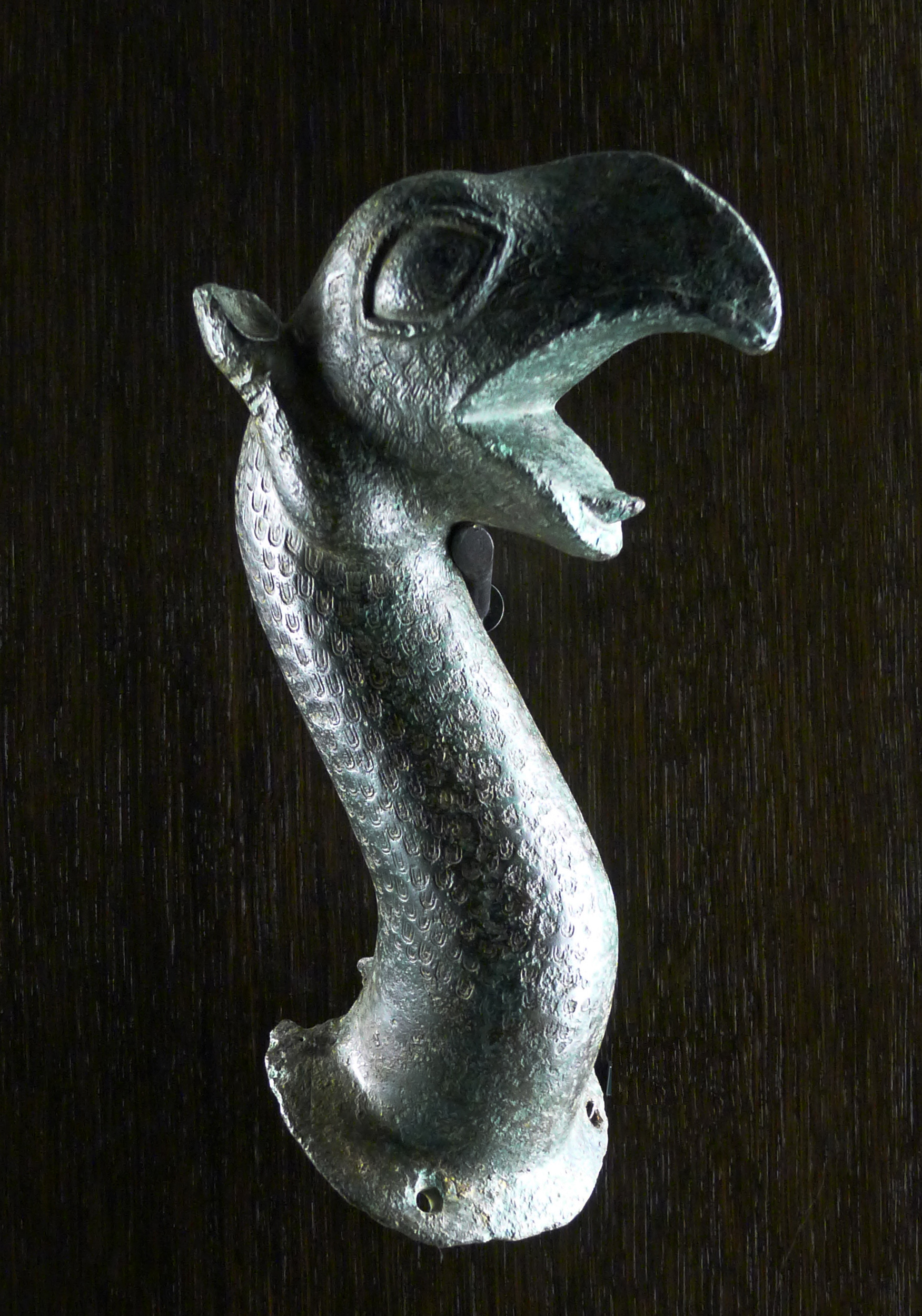
Protome eines Greifen, Bronze, 600 vor Christus.

Steinfragmente und Elemente aus Holz erinnern an skulptierten Dekor von Kirchen und Fachwerkhäusern. Das soziale, ökonomische und kulturelle Leben zeigt sich in Porträts, Stadtansichten und Photographien.

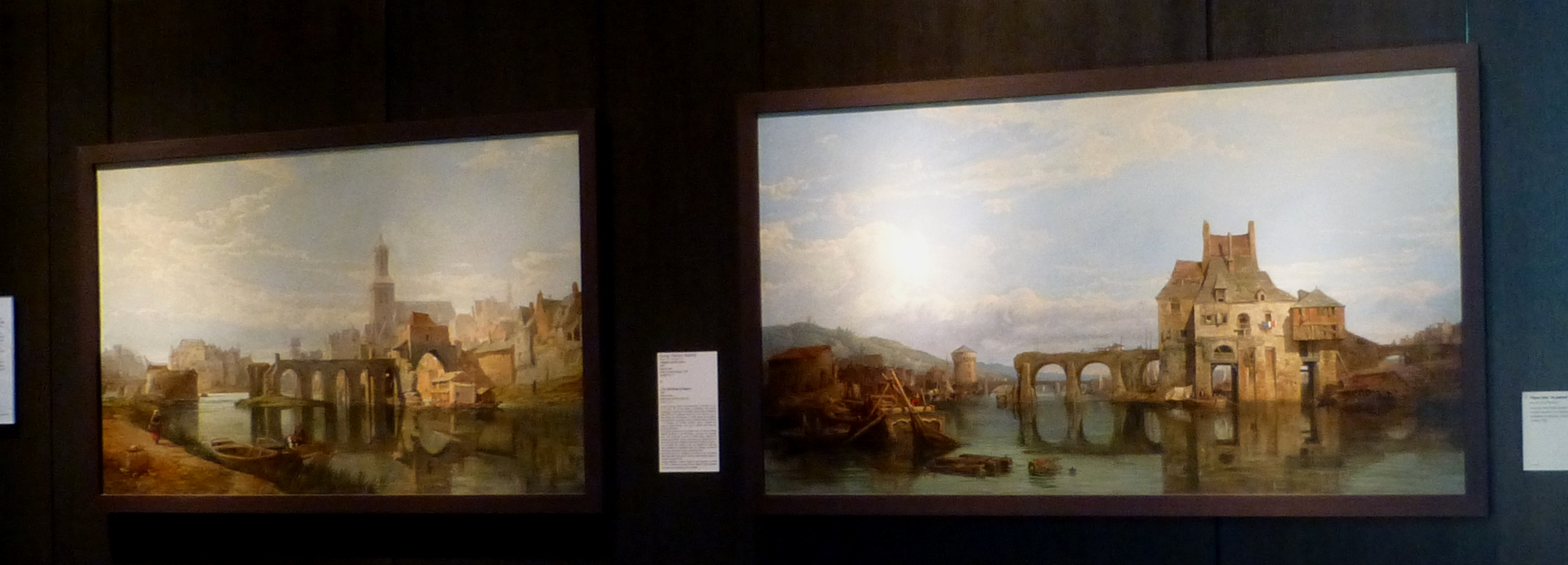
Zwei Gemälde der Pont des Treilles in Angers aus dem Jahr 1859 von George Clarkson Stanfield.

### Kupferstichkabinett
Abgesehen von Photographien und Druckgrafiken besitzt das Kupferstichkabinett mehr als 13500 Zeichnungen und ist damit eine der größten Sammlungen Frankreichs.

#### Geschichte der Sammlung
Drei unterschiedliche Bestände wurden hier vereint: Einerseits die Bestände des Museum de l’Ecole Centrale de Maine-et-Loire, das später das Musée des Beaux-Arts d'Angers wurde, die Bestände des Antikenmuseums, das 1841 gegründet und 1968 geschlossen wurden. Schließlich die Bestände des Museum Turpin de Crissé, das 1863 im Hôtel Pincé eingerichtet war.
Das 19. Jahrhundert ist reichhaltig vertreten dank den aus Angers stammenden Künstlern, die ihre Werke dem Museum vermachten: David d’Anger, Lancelot Théodore Turpin de Crissé, Guillaume Bodinier und Jules-Eugène Lenepveu.
Die aus Angers stammenden Sammler haben ihre Sammlungen teilweise oder komplett dem Museum in Angers vermacht. Neben seinen eigenen Werken hat Lancelot Théodore Turpin de Crissé eine wichtige Sammlung von alten Zeichnungen und Werke seiner Zeitgenossen hinterlassen. Sein Neffe der Diplomat Etienne de Saint Genys vermachte dem Museum ein Ensemble von ungefähr 300 antiken und modernen Zeichnungen. Flore Bodinier, zweite Frau des Malers Guillaume Bodinier, vermachte dem Museum die Werke ihres Mannes und Zeichnungen von anderen Künstlern, die er gesammelt hat. Auch die Sammlung von David d’Angers ging nach seinem Tod durch seine Frau und seine Kinder an das Museum. Schließlich vermachten auch die Konservatoren Auguste Michel und Adrien Recouvreur und auch der Kunstkritiker Henry Jouin dem Museum mehrere Zeichnungen.

#### 16.–18. Jahrhundert
Auch wenn der Bestand alter Zeichnungen im Vergleich zu den Zeichnungen des 19. Jahrhunderts bescheiden wirkt, ist die Sammlung dennoch von hoher Qualität. Einige Zeichnungen gingen durch die Hände berühmter Sammler wie Everhard Jabach, Pierre-Louis Eveillard de Liévois, Louis Antoine Crozat, Pierre-Jean Mariette oder auch Joshua Reynolds.
Französische Schule
Die französische Schule wird vertreten durch Jean Cousin der Ältere, Etienne Delaune, Israël Henriet, Jacques Callot, Simon Vouet, François Perrier, Nicolas Chaperon, Eustache Le Sueur, Nicolas Poussin, Louis de Boullogne, Thomas Blanchet, Pierre Puget, Antoine Coypel, Charles Parrocel, Jean Restout der Jüngere, Edmé Bouchardon, François Boucher und Jean-Honoré Fragonard.
Italienische Schule
Das Kupferstichkabinett bewahrt um die hundert Blätter von der Renaissance bis zum Barock. Sie stammen hauptsächlich von Turpin de Crissé und Saint-Genys. Man findet darunter Werke von Timoteo Viti, Giulio Romano, Giulio Campi, Nicola dell'Abate, Battista Franco, Pelegrino Tibaldi, Taddeo Zuccaro, Ricci di Novara, Giuseppe Cesari, Ottavio Mario Leoni, Giovanni Francesco Grimaldi, Pietro Testa, Domenico Piola, Luca Giordano, Francesco Solimena und Giovanni Paolo Pannini. Das Grafikkabinett bewahrt mehrere Werke von Parmigianino und Guercino sowie einige schöne Kopien des 16. Jahrhunderts von Michelangelo, Salviato und Taddeo Zuccari.
Schule des Nordens
Unter den Meisterwerken der Künstler des Nordens wird das Werk Isaak gibt Jacob seinen Segen von Rembrandt, sowie zwei angekettete Gefangene von Peter Paul Rubens, nach Francesco Salviati. Außerdem befindet sich ein Porträt von Rubens von Cornelis Schut in der Sammlung. Das Grafikkabinett bewahrt außerdem Werke von Van Dyck, Pieter Bout, Abraham Bloemaert, Jan Van Goyen, Isaac van Ostade, Barend Fabritius, Willem van de Velde, Adriaen van de Velde.

#### 19. Jahrhundert
Das 19. Jahrhundert ist in der Sammlung von Angers reich vertreten, insbesondere dank der Zeichnungen von David d'Angers (mehr als 3900 Werke). Der Künstler und dann seine Erben haben dem Museum Werke aus seiner persönlichen Sammlung vermacht. Darunter waren Zeichnungen von Jacques-Louis David und von Caspar David Friedrich. Die Zeichnungen der Sammlung Turpin de Crissé, darunter auch Werke von ihm als Maler, haben die Sammlung mit Werken von Künstlern wie Gégard, Girodet, Ingres, Percier, Delacroix, Gericault, Guillaume Bodinier und Pierre-Narcisse Guérin bereichert.

## Besucherzahlen
| Jahr | Kostenlose Eintritte | Bezahlte Eintritte | Gesamt |
| ---- | -------------------- | ------------------ | ------ |
| 2004 | 53 235               | 44 685             | 97 920 |
| 2005 | 58 872               | 24 896             | 83 768 |
| 2006 | 50 875               | 23 288             | 74 163 |
| 2007 | 45 369               | 27 336             | 72 705 |
| 2008 | 53 578               | 18 144             | 71 722 |
| 2009 | 62 408               | 19 577             | 81 985 |
| 2010 | 63 034               | 25 864             | 88 898 |
| 2011 | 63 477               | 23 199             | 86 676 |
| 2012 | 52 089               | 18 649             | 70 738 |
| 2013 | 49 644               | 18 977             | 68 621 |
| 2014 | 60 396               | 20 525             | 80 921 |
| 2015 | 63 112               | 17 692             | 80 804 |
| 2016 | 61 831               | 19 870             | 81 701 |
| 2017 | 54 694               | 17 743             | 72 437 |
| 2018 | 70 066               | 22 059             | 92 125 |
| 2019 | 51 433               | 21 717             | 73 150 |

## Fotos des Gebäudes

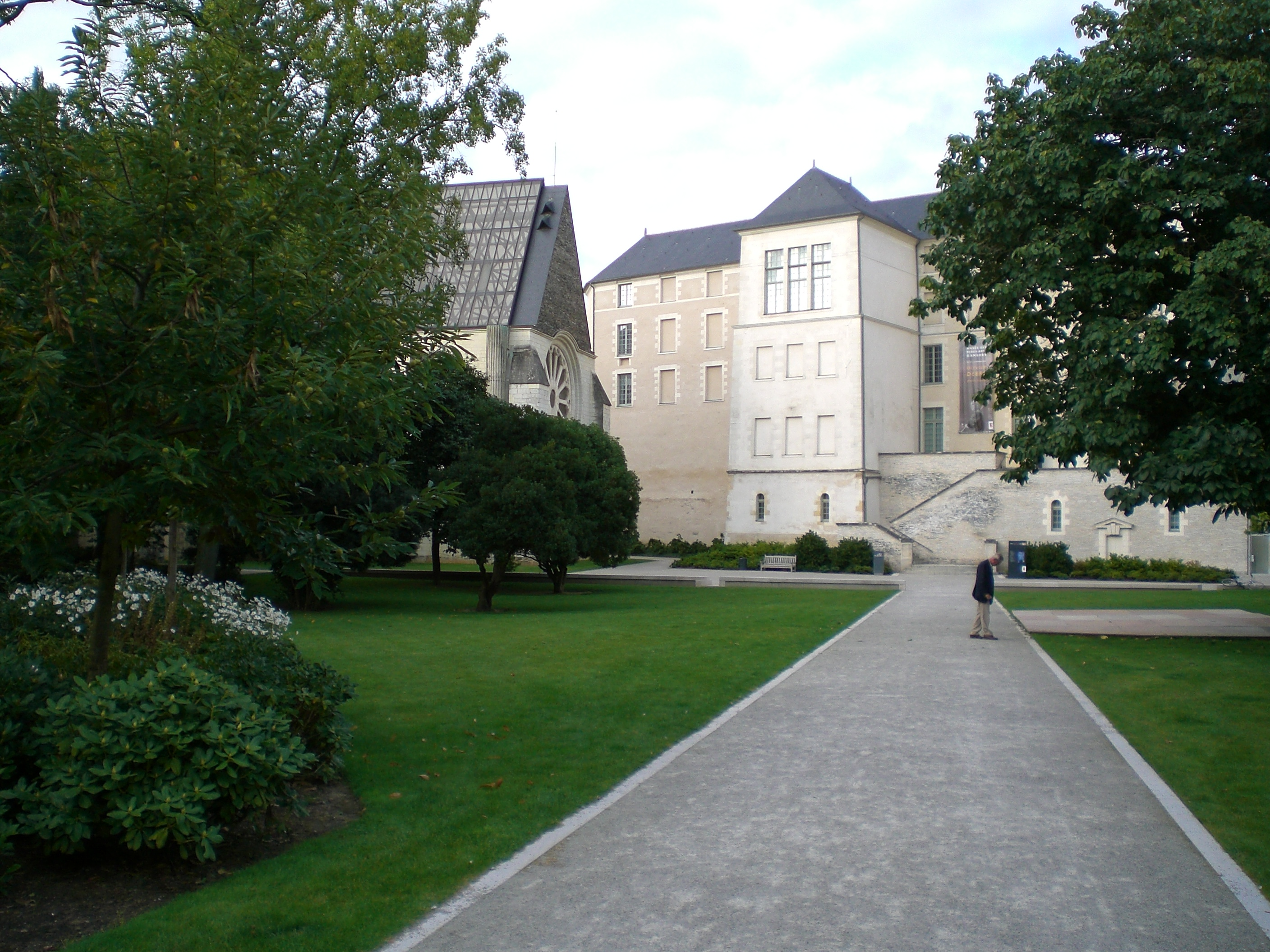
Allee im Innenbereich.
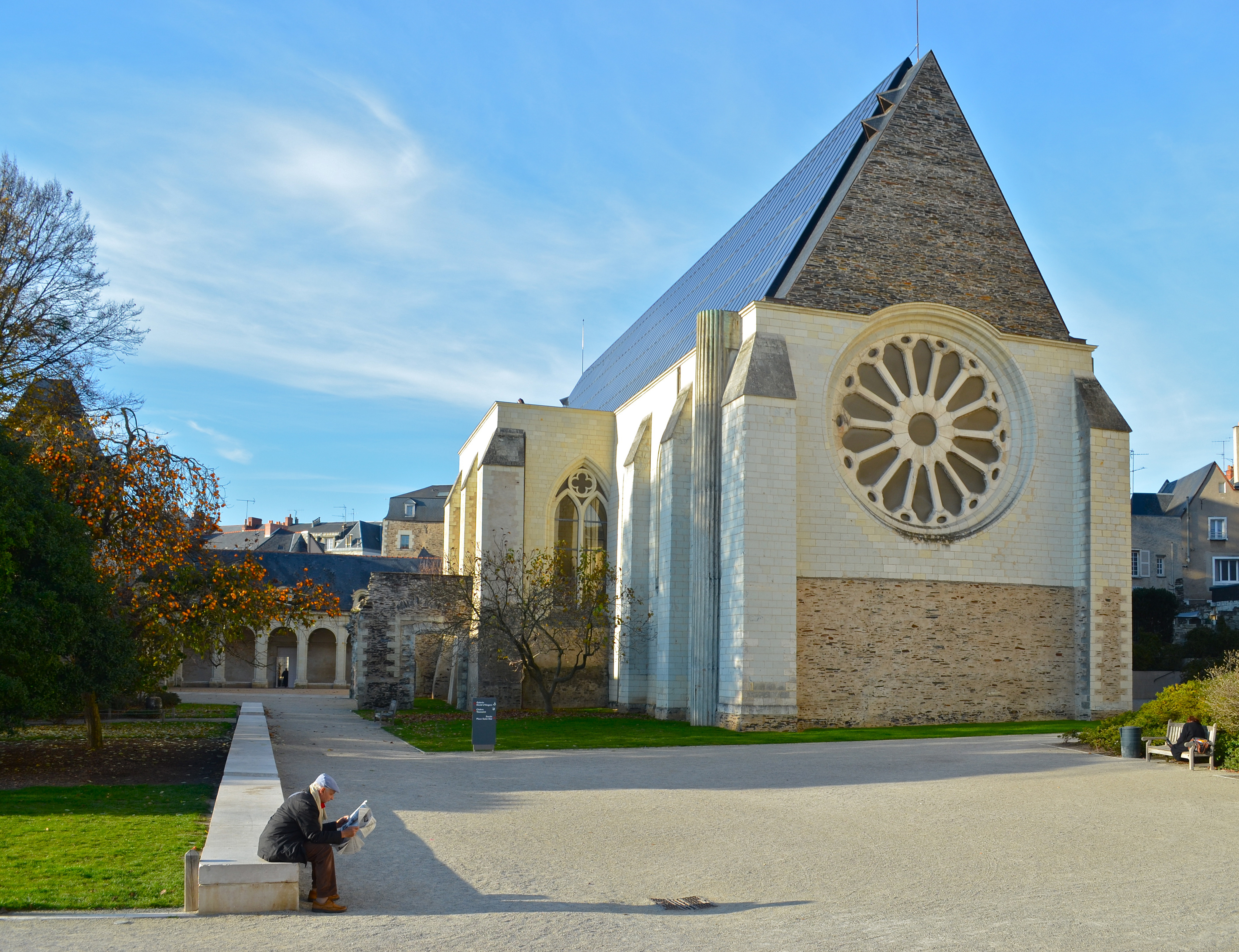
Ehemalige Abtei von Toussaint.
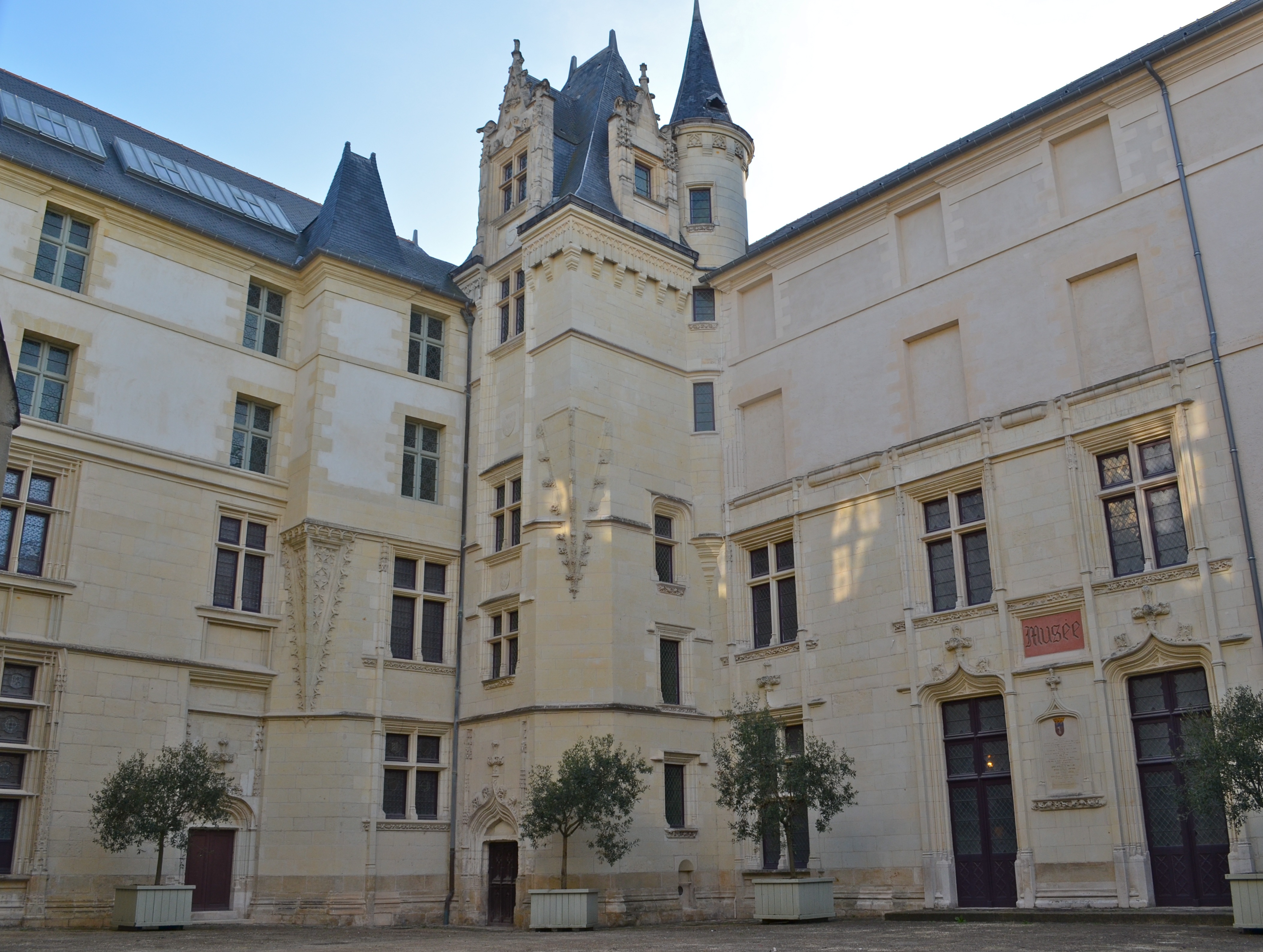
Das Logis Barrault beherbergt das Musée des Beaux-Arts.
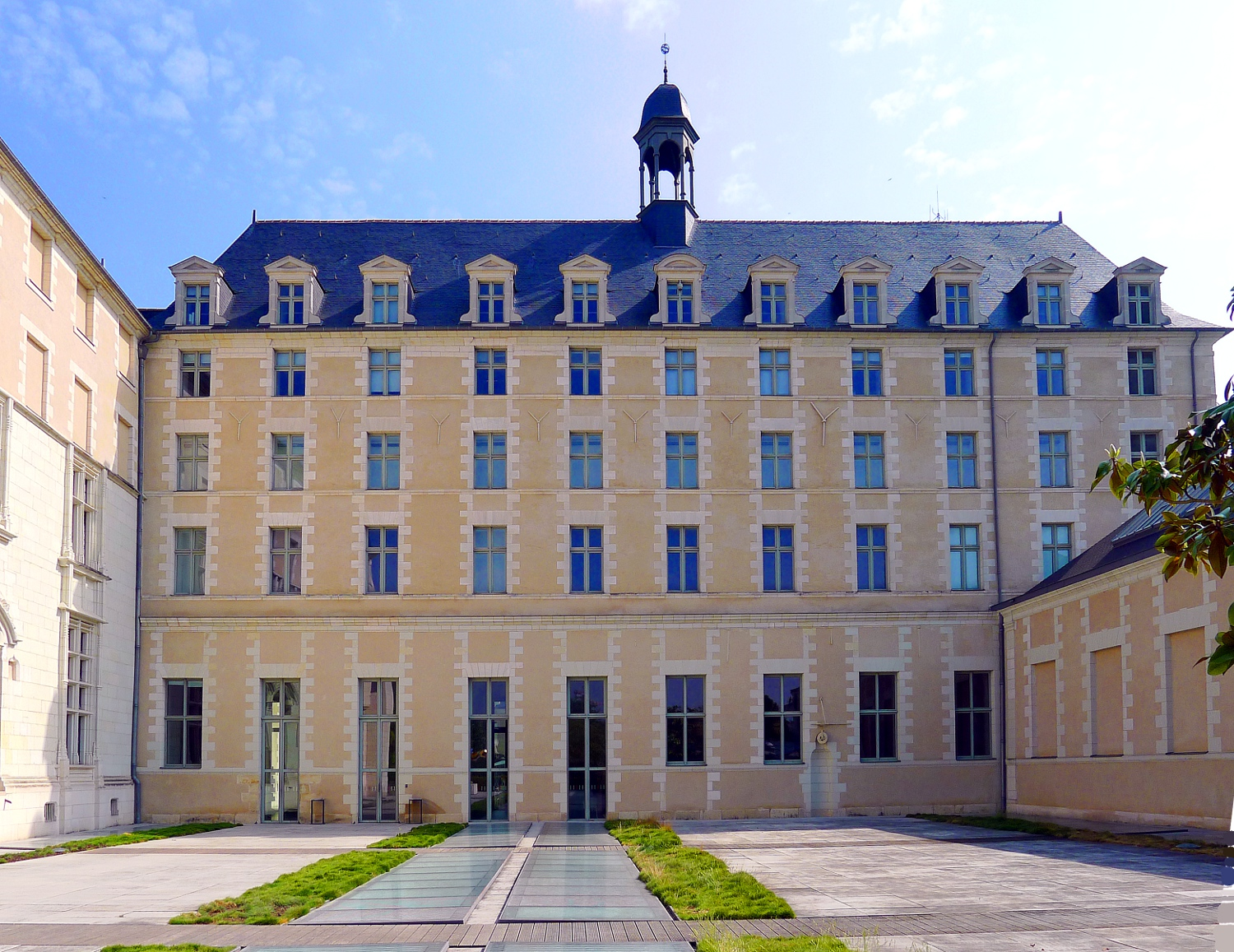
Refektorium des Priesterseminars.
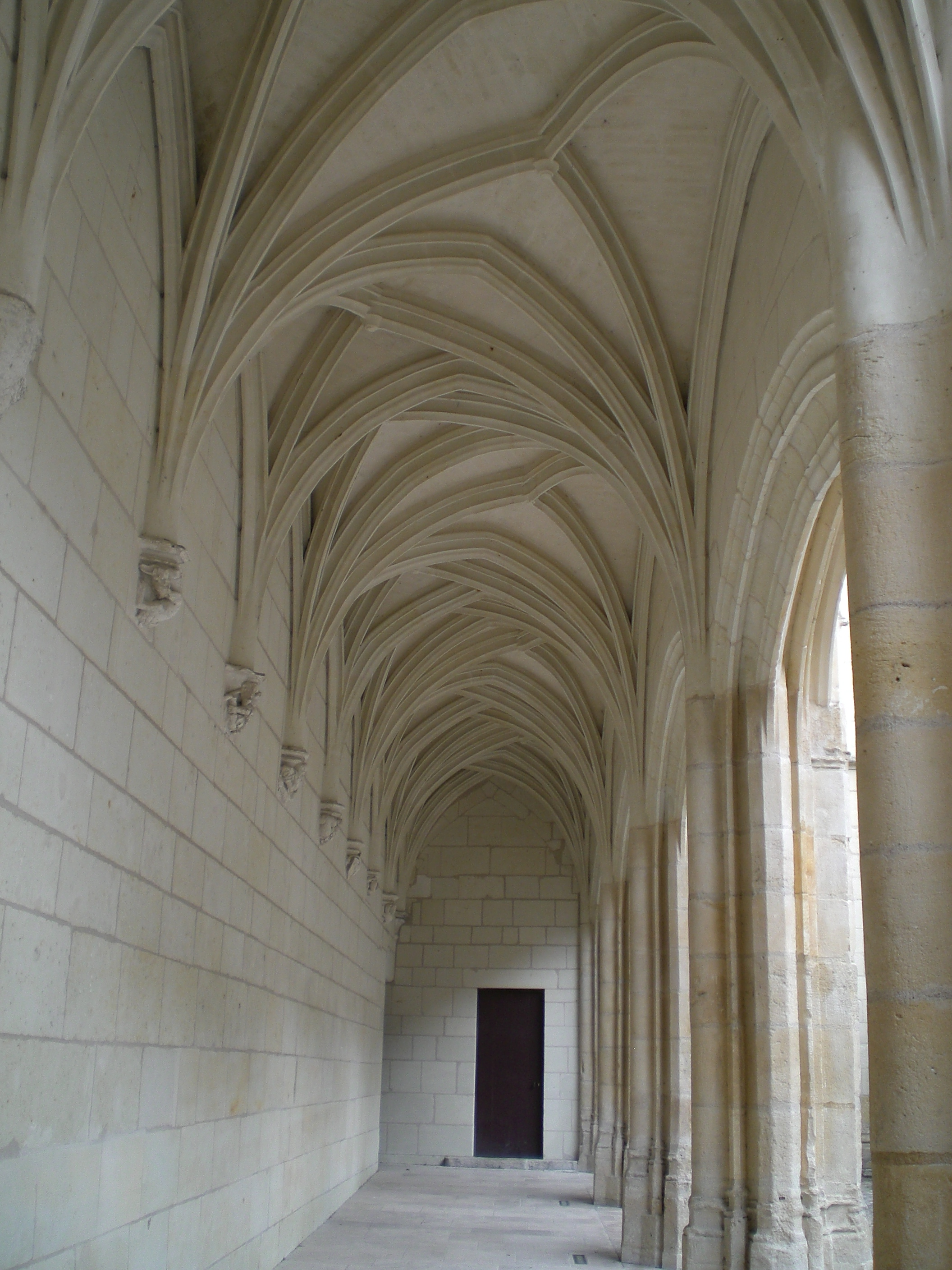
Überwölbte Passage.
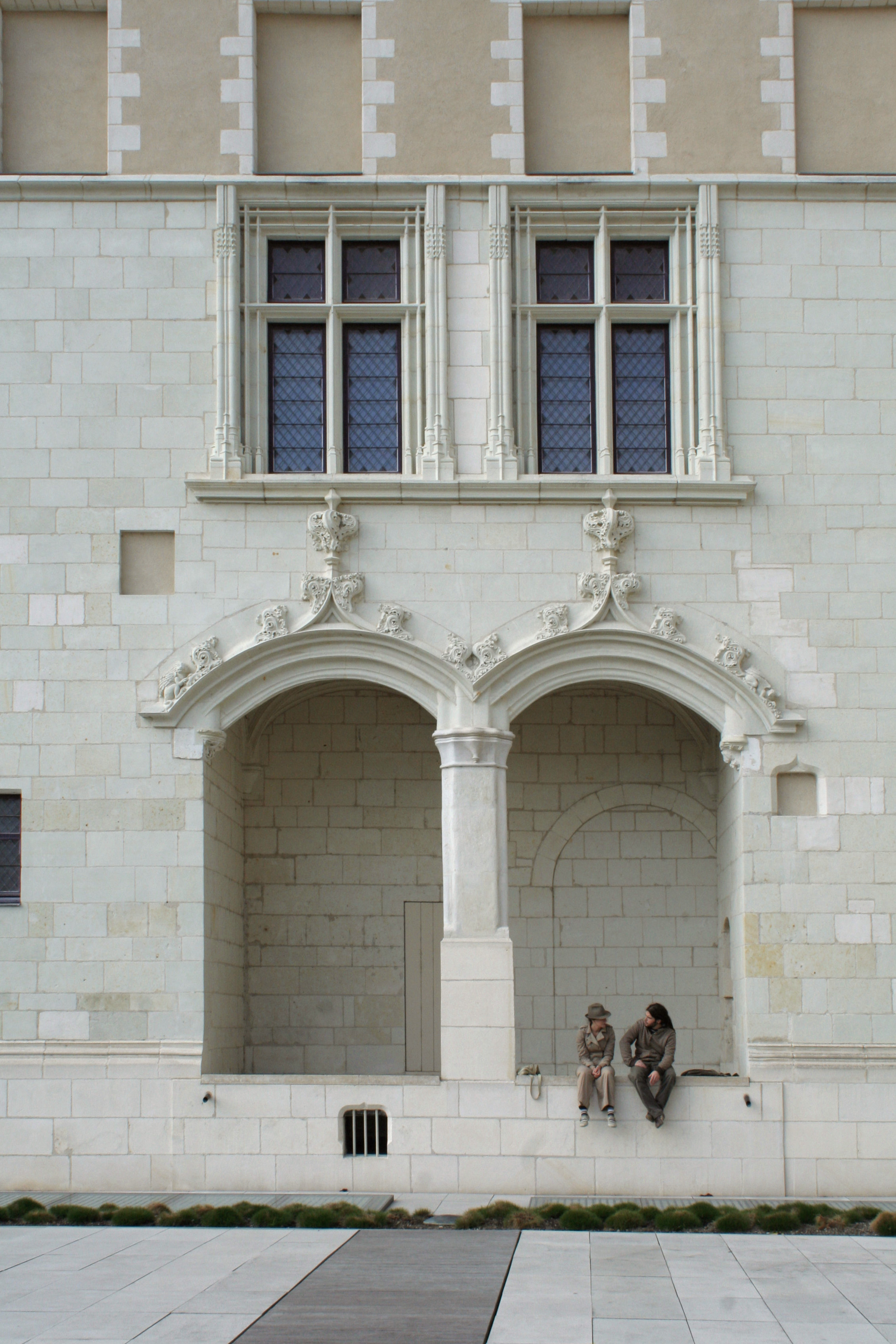
Loggia und Fenster.